# Chiến tranh biên giới Việt – Trung 1979
Chiến tranh biên giới 1979, hay thường được gọi là Chiến tranh biên giới Việt – Trung năm 1979, là một cuộc chiến ngắn nhưng khốc liệt giữa Trung Quốc và Việt Nam, diễn ra vào ngày 17 tháng 2 năm 1979 khi Trung Quốc đưa quân tấn công Việt Nam trên toàn tuyến biên giới giữa 2 nước.
Chiến tranh biên giới Việt – Trung bắt nguồn từ quan hệ căng thẳng kéo dài giữa hai quốc gia, diễn ra trong khoảng một tháng với thiệt hại về người và tài sản cho cả hai phía.
Cuộc chiến kết thúc khi Trung Quốc tuyên bố hoàn thành việc rút quân vào ngày 16 tháng 3 năm 1979 sau khi Chủ tịch Tôn Đức Thắng bên phía Việt Nam kí lệnh Tổng động viên toàn dân và Trung Quốc đã đánh chiếm các thị xã Lạng Sơn, Lào Cai, Cao Bằng và một số thị trấn vùng biên. Sau đó cả Trung Quốc và Việt Nam đều tuyên bố đã chiến thắng.
Mặc dù chịu thiệt hại lớn và thất bại trong việc buộc Việt Nam phải rút quân khỏi Campuchia nhưng Trung Quốc đã chứng minh được rằng đối thủ Liên Xô sẽ không trực tiếp tham chiến để bảo vệ đồng minh Việt Nam của mình. Cuộc chiến cũng để lại hậu quả lâu dài đối với nền kinh tế Việt Nam và căng thẳng trong quan hệ giữa hai nước. Xung đột vũ trang tại biên giới giữa hai nước vẫn còn tiếp diễn thêm hơn mười năm nữa. Tới năm 1991, sau khi Liên Xô tan rã, Quan hệ ngoại giao Việt – Trung mới chính thức được bình thường hóa.

## Tên gọi
Cuộc chiến được phía Việt Nam gọi là Chiến tranh bảo vệ biên giới phía bắc, 1979 hay Cuộc chiến chống bè lũ bành trướng phương Bắc. Phía Trung Quốc gọi là Chiến tranh đánh trả tự vệ trước Việt Nam (对越自卫还击战 Đối Việt tự vệ hoàn kích chiến, trên nghĩa rộng là chỉ xung đột biên giới Việt – Trung trong gần mười năm từ năm 1979 đến năm 1989) bởi vì cho đến bây giờ Trung Quốc vẫn cho rằng họ chỉ chống trả cuộc tấn công của Việt Nam.
Nhiều nhà nghiên cứu coi cuộc chiến này là một phần của Chiến tranh Đông Dương lần 3.

## Bối cảnh

### Quan hệ Việt Nam – Trung Quốc – Liên Xô
Tuy nhận được sự giúp đỡ rất lớn của Trung Quốc trong chiến tranh Đông Dương và Chiến tranh Việt Nam, các rạn nứt trong quan hệ ngoại giao giữa Việt Nam Dân chủ Cộng hòa và Trung Quốc đã bắt đầu thể hiện từ năm 1968. Việt Nam nhất định cùng lúc giữ mối quan hệ nồng ấm với cả Moskva lẫn Bắc Kinh trong khi mâu thuẫn giữa Liên Xô và Trung Quốc đã lên cao. Bất đồng quan điểm giữa Việt Nam và Trung Quốc về cách thức tiến hành cuộc chiến với Hoa Kỳ tại miền Nam Việt Nam trở nên rõ rệt. Trung Quốc muốn Việt Nam chỉ tiếp tục chiến tranh du kích có giới hạn chống Hoa Kỳ, trong khi Việt Nam muốn tiến hành chiến tranh quy mô để thống nhất đất nước. Và hơn thế nữa, Việt Nam muốn trực tiếp đàm phán với Hoa Kỳ, không cần thông qua một nước nào làm trung gian. Sau sự kiện Tết Mậu Thân, Việt Nam bắt đầu đàm phán trực tiếp với Hoa Kỳ, trong khi đó Trung Quốc phản đối.
Năm 1972, chuyến thăm của Tổng thống Mỹ Nixon tới Bắc Kinh và thỏa thuận giữa Mỹ và Trung Quốc được Việt Nam Dân chủ Cộng hòa xem là một sự phản bội. Từ năm 1973, ban lãnh đạo Trung Quốc đã có chỉ thị: "Bề ngoài ta đối xử tốt với họ (Việt Nam) như đối xử với đồng chí mình, nhưng trên tinh thần phải chuẩn bị họ sẽ trở thành kẻ thù của chúng ta". Năm 1974, Trung Quốc cho quân đánh chiếm quần đảo Hoàng Sa (đang được Việt Nam Cộng hòa quản lí) trong sự làm ngơ của Hoa Kỳ.
Năm 1975, trong chuyến thăm Bắc Kinh, Tổng Bí thư Đảng Lao động Việt Nam Lê Duẩn nêu ra vấn đề Hoàng Sa, phản ứng không nhượng bộ của Trung Quốc làm nhà lãnh đạo Việt Nam khó chịu. Lê Duẩn thẳng thừng từ chối việc đưa Việt Nam Dân chủ Cộng hòa vào liên minh chống Liên Xô của Trung Quốc, ông cũng phủ nhận quan niệm của Trung Quốc rằng "chủ nghĩa bành trướng của Liên Xô là mối đe dọa đối với các nước cộng sản châu Á". Ông rút ngắn thời gian thăm Trung Quốc và rời nước này mà không tổ chức tiệc đáp lễ Trung Quốc theo truyền thống ngoại giao, cũng không ký thỏa thuận chung, không đưa ra bất cứ một phát biểu hoặc thông cáo nào về cuộc viếng thăm. Cũng trong chuyến thăm này, Trung Quốc thông báo rằng sẽ không giữ mức viện trợ như đã hứa năm 1973. Bắc Kinh bắt đầu nói về một Việt Nam "hắc tâm", "vô ơn", "ngạo ngược". Viện trợ của Trung Quốc sau đó giảm mạnh và đến năm 1978 thì cắt toàn bộ. Điều kiện đầu tiên Trung Quốc đặt ra cho Việt Nam để nối lại viện trợ là phải từ chối tất cả các khoản viện trợ của Liên Xô.
Khi Việt Nam ngày càng có quan hệ chặt chẽ hơn với Liên Xô thì Trung Quốc thấy mình bị đe dọa từ hai phía. Đồng thời, Việt Nam cũng đang cố gắng xây dựng mối quan hệ đặc biệt chặt chẽ giữa 3 nước Đông Dương mà trong đó Việt Nam giữ vị thế đứng đầu. Cùng với thực tế rằng nước Việt Nam thống nhất đã trở thành một sức mạnh quan trọng trong vùng, làm giảm ảnh hưởng của Trung Quốc tại khu vực Đông Nam Á. Những điều này làm cho Trung Quốc lo ngại về một "tiểu bá quyền" Việt Nam, cộng với việc bị Liên Xô bao vây từ phía bắc. Như vậy, nước Campuchia chống Việt Nam đã trở thành một đồng minh quan trọng đối với Trung Quốc.

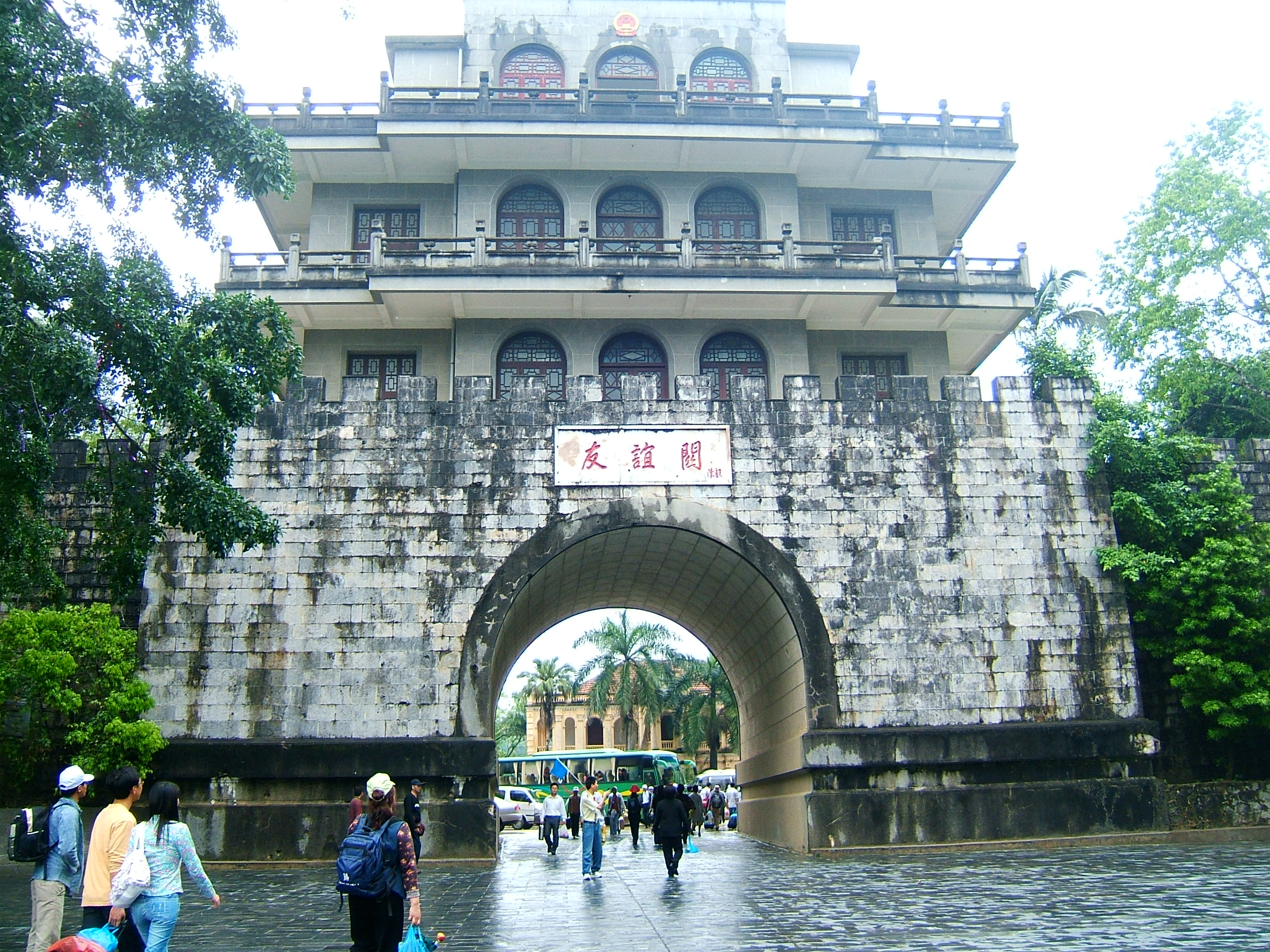
Nam Quan, hay Hữu Nghị Quan năm 2007, cửa ải nằm tại biên giới Việt Nam – Trung Quốc.

Ngày 1 tháng 11 năm 1977, tờ Nhân dân Nhật báo, cơ quan ngôn luận của Đảng Cộng sản Trung Quốc, trong một bài xã luận đã gọi Liên Xô như một kẻ thù nguy hiểm nhất của Trung Quốc, đồng thời coi Mỹ như là một đồng minh. Ngày 30 tháng 7 năm 1977, Bộ trưởng Ngoại giao Trung Quốc Hoàng Hoa (chính trị gia) phát biểu: "Chúng tôi ủng hộ lập trường chống đế quốc xét lại Liên Xô của Campuchia... và sẽ không thể ngồi nhìn bất cứ sự can thiệp nào đối với chủ quyền Campuchia hoặc thèm khát lãnh thổ nào bởi đế quốc xã hội. Chúng tôi sẽ ủng hộ Campuchia trong cuộc đấu tranh và có các hành động nhằm bảo vệ lãnh thổ, chủ quyền quốc gia Campuchia bằng mọi sự giúp đỡ có thể".
Trung Quốc đòi quân đội Liên Xô phải hoàn toàn triệt thoái khỏi Mông Cổ, đồng thời giảm số lượng các lực lượng vũ trang trên suốt tuyến biên giới Trung – Xô. Sau đó, vào đầu tháng 4 năm 1978, Tổng Bí thư Đảng Cộng sản Liên Xô Leonid Brezhnev khi đến thăm Siberia và Hạm đội Thái Bình Dương, tuyên bố rằng sẽ triển khai trên tuyến biên giới các hệ thống vũ khí mới, ngoài những hệ thống vũ khí trang bị hiện đại đã có sẵn trên biên giới Trung – Xô. Ngày 12 tháng 4 năm 1978, chính phủ Mông Cổ cũng công khai bác bỏ yêu cầu của Trung Quốc, tuyên bố rằng lực lượng quân đội Liên Xô được tăng cường và triển khai dọc biên giới Mông Cổ – Trung Quốc là theo yêu cầu của Mông Cổ nhằm đáp trả việc tăng cường lực lượng Quân Giải phóng Nhân dân Trung Quốc trên biên giới. Ngày 26 tháng 4 năm 1978 Bộ Ngoại giao Trung Quốc yêu cầu bổ sung thêm vào điều kiện công nhận sự tồn tại các vấn đề tranh chấp khu vực trên biên giới Trung – Xô.
Với lý do cần kinh phí để hỗ trợ Hoa kiều hồi hương, tháng 5 năm 1978, lần đầu tiên Trung Quốc tuyên bố cắt một phần viện trợ (72 trong số 111 công trình viện trợ) không hoàn lại đã ký cho Việt Nam và rút bớt chuyên gia về nước. Ngày 29 tháng 6 năm 1978, Việt Nam gia nhập Hội đồng Tương trợ Kinh tế. Tháng 7, Trung Quốc tuyên bố cắt hết viện trợ và rút hết chuyên gia đang làm việc tại Việt Nam về nước. Ngày 3 tháng 11 năm 1978, Việt Nam ký Hiệp ước hữu nghị và hợp tác giữa Cộng hòa Xã hội Chủ nghĩa Việt Nam và Liên bang Cộng hòa Xã hội Chủ nghĩa Xô Viết. Ngoài các điều khoản về hợp tác thương mại và văn hóa, hiệp ước còn có những thỏa thuận về quốc phòng như một hiệp ước về "phòng thủ chung" có nghĩa là "tham khảo ý kiến chung và hành động hiệu quả để đảm bảo an ninh quốc phòng của cả hai nước". Ngày 22 tháng 12 năm 1978, Trung Quốc ngừng tuyến xe lửa liên vận tới Việt Nam. Đầu tháng 1 năm 1979, đường bay Bắc Kinh – Hà Nội cũng bị cắt.
Theo các nguồn tin chính thức của Mỹ vào tháng 8 năm 1978, Việt Nam có 4.000 cố vấn và chuyên gia Liên Xô và đến giữa năm 1979 con số đã tăng lên đến 5 000 – 8 000. Tháng 9 năm 1978, Liên Xô bắt đầu cung cấp vũ khí mới (máy bay, tên lửa phòng không, xe tăng và vũ khí, đạn dược, cơ sở vật chất phục vụ chiến tranh) cho Việt Nam bằng đường hàng không và đường biển.
Liên Xô cũng tăng cường áp lực lên Trung Quốc với mục đích đạt được sự kéo dài Hiệp định Xô – Trung có giới hạn 30 năm về quan hệ Liên minh, Hợp tác hữu nghị và giúp đỡ lẫn nhau, được ký vào ngày 14 tháng 2 năm 1950 (hết hạn vào ngày 15 tháng 2 năm 1979). Ngày 16 tháng 2 năm 1979, Đặng Tiểu Bình tuyên bố khả năng một cuộc chiến tranh tổng lực chống Liên Xô. Dọc tuyến biên giới Xô – Trung đã tập trung khoảng 1,5 triệu Quân Giải phóng Nhân dân Trung Quốc trên tổng số quân thường trực chiến đấu là 3,6 triệu người, phía Liên Xô đã triển khai hơn 40 sư đoàn Hồng quân.
Tháng 5 năm 1979, trên biên giới Liên Xô – Trung Quốc xảy ra một xung đột quân sự nghiêm trọng có sự tham gia của cả máy bay trực thăng chiến đấu. Cũng trong tháng 5 năm 1979, các tàu chiến Liên Xô bắt đầu đi vào hải phận Cam Ranh. Ít lâu sau, các máy bay của Hạm đội Thái Bình Dương (Liên Xô) bắt đầu hạ cánh xuống Cam Ranh.
Ngoài ra, theo một số nhà nghiên cứu quân sự Tây phương, về mặt chiến lược, Trung Quốc thử nghiệm một cuộc chiến tranh biên giới có giới hạn với Việt Nam để thăm dò khả năng tương trợ của Liên Xô, sau khi Việt Nam gia nhập Hội đồng Tương trợ Kinh tế (SEV) và ký Hiệp ước hữu nghị và hợp tác với Liên Xô (1978) có giá trị trong 25 năm, trong đó có điều khoản về tương trợ quân sự. Nếu thỏa ước này được tuân thủ nghiêm ngặt, theo nhận định của Quân ủy Trung ương Trung Quốc, thì nó sẽ là hiểm họa quốc phòng lớn vì đặt Trung Quốc vào tình thế lưỡng đầu thọ địch khi xảy ra chiến tranh với Việt Nam hoặc Liên Xô.
Về phía Liên Xô, nguy cơ bị cô lập về ngoại giao sau khi quan hệ Trung Quốc – Hoa Kỳ trở nên nồng ấm khiến Moskva buộc phải tìm cách tăng cường quan hệ đối với Việt Nam. Viện trợ kinh tế của Liên Xô cho Việt Nam tăng đều từ năm 1975 đến 1979 từ 450 triệu lên 1,1 tỷ USD, viện trợ quân sự cũng tăng mạnh do sự kiện xung đột Việt Nam – Campuchia (từ 125 triệu USD năm 1977 lên 600 triệu năm 1978 và 890 triệu USD năm 1979).

### Quan hệ Việt Nam – Campuchia – Trung Quốc
Năm 1975, sau khi lên nắm quyền, Khmer Đỏ bác bỏ đề nghị đàm phán xây dựng mối quan hệ đặc biệt từ phía Việt Nam do lo ngại Việt Nam âm mưu áp đảo Campuchia và lôi kéo Campuchia vào Liên bang Đông Dương. Khmer Đỏ tìm đến Trung Quốc để có được sự hậu thuẫn của nước này dù rằng Trung Quốc từng ủng hộ Hoàng thân Norodom Sihanouk chống lại Khmer Đỏ suốt những năm 1960 và không nhiệt tình ủng hộ họ chống Lon Nol. Trung Quốc đồng ý ủng hộ Khmer Đỏ, nhưng tuyên bố rằng chính phủ mới sẽ được dẫn dắt bởi Sihanouk. Trung Quốc ủng hộ Khmer Đỏ do nước này cần một đồng minh tại Đông Nam Á để thay thế cho Việt Nam trong lúc quan hệ Việt – Trung ngày càng xấu đi, đồng thời Trung Quốc cho rằng Việt Nam sẽ bành trướng ở Đông Dương nên cần phải ngăn chặn "nguy cơ bá quyền của Việt Nam". Theo một điện tín từ Đại sứ quán Mỹ ở Malaysia gửi Bộ Ngoại giao Mỹ vào ngày 27 tháng 4 năm 1978, sau một cuộc họp với một thành viên của chính phủ Thụy Điển vừa đến thăm Trung Quốc, "Ngoại trưởng Trung Quốc Hoàng Hoa lưu ý rằng khi người Việt đã đánh bại Mỹ và thu được số lượng lớn vũ khí của Mỹ, họ đã trở nên ‘tự cao tự đại’ và họ đã ấp ủ từ lâu những kế hoạch cho một Liên bang Đông Dương". Ngược lại Khmer Đỏ tuyên bố "kiên quyết và dứt khoát phản đối các thế lực bên ngoài có hành động can thiệp dưới mọi hình thức vào những vấn đề nội bộ của Campuchia". Đại sứ quán Trung Quốc ở Phnôm Pênh mở cửa trở lại. Khmer Đỏ nhận được viện trợ của Trung Quốc, đổi lại họ sẽ ủng hộ tư tưởng “Ba Thế giới” của Trung Quốc và hậu thuẫn Bắc Kinh chống lại Liên Xô. Tuy nhiên Khmer Đỏ luôn nghi ngờ Trung Quốc vì sợ nước này sẽ biến Campuchia thành vệ tinh của Trung Quốc.
Ngay từ khi mới giành được chính quyền, Khmer Đỏ đã gây hấn với các nước láng giềng là Việt Nam và Thái Lan. Khmer Đỏ muốn lấy lại các lãnh thổ thuộc đế quốc Khmer cũ đã bị các quốc gia láng giềng như Thái Lan, Việt Nam chiếm từ thế kỷ XVIII trở về trước. Hành động này bắt nguồn từ chủ nghĩa dân tộc, đã được khơi dậy từ thời Pháp thuộc, từng được cả Sihanouk và Lon Nol ủng hộ. Sihanouk, Lon Nol và sau này là Pol Pot đều xem các nước lân cận là kẻ thù truyền kiếp vì đã tiêu diệt đế quốc Khmer, xâm chiếm đất đai của Campuchia. Các cuộc xung đột lẻ tẻ trên biên giới Thái Lan và Campuchia diễn ra do tranh chấp các vùng lãnh thổ nhỏ dọc biên giới tại các tỉnh Trat, Aranyaprathet-Poipet và Surin, bắt đầu từ tháng 4 năm 1975 và gia tăng mạnh trong tháng 11. Ngoài tranh chấp biên giới, cuộc xung đột còn có nguồn gốc do các lực lượng Khmer Serei chống Khmer Đỏ đã sử dụng lãnh thổ Thái làm căn cứ xuất phát để tấn công Khmer Đỏ. Đáp lại, Khmer Đỏ cũng hỗ trợ những người cộng sản Thái Lan thiết lập "Angka Siam" chống đối chính quyền Thái Lan, và huấn luyện lực lượng này từ các tỉnh Sisaket, Buriram và Surin trên biên giới Thái.
Quan hệ Việt Nam – Campuchia ngày càng đi xuống, thể hiện ngay từ tháng 5 năm 1975 khi Khmer Đỏ cho quân đánh chiếm các đảo Phú Quốc và Thổ Chu và bắt đi hàng trăm dân thường, lên cao trào vào những năm 1977–1978 khi Khmer Đỏ nhiều lần đánh sâu vào lãnh thổ Việt Nam, tàn sát hàng chục nghìn dân thường. Trong suốt thời gian đó và cả về sau, Trung Quốc luôn là nước viện trợ đắc lực cho Khmer Đỏ về vũ khí, khí tài cũng như cố vấn quân sự. Chính phủ Việt Nam nhiều lần đề nghị Trung Quốc giúp đỡ dàn xếp quan hệ giữa Việt Nam và Campuchia, song Trung Quốc im lặng. Bên cạnh các nỗ lực ngoại giao không thành nhằm xoa dịu căng thẳng với Trung Quốc và Campuchia, Việt Nam tin rằng Trung Quốc đang sử dụng Campuchia để tấn công Việt Nam.
Tuyên bố chủ quyền của nước Việt Nam thống nhất năm 1975 đối với các quần đảo Hoàng Sa và Trường Sa; cách ứng xử của Việt Nam đối với người Việt gốc Hoa; và cố gắng của Việt Nam trong việc xây dựng quan hệ chặt chẽ giữa ba nước Đông Dương được Bắc Kinh xem là nỗ lực nhằm thống trị Đông Dương và là ví dụ về sự hỗn xược của Việt Nam. Từ tháng 8 năm 1975, Trung Quốc bắt đầu giảm mạnh viện trợ kinh tế cho Việt Nam, và cắt hoàn toàn vào tháng 6 năm 1978.
Cũng năm 1975, Trung Quốc cho Campuchia vay không lấy lãi 1 tỷ USD và ký kết một hiệp ước quân sự bí mật với chính quyền Khmer Đỏ vào tháng 2 năm 1976. Tháng 2 năm 1976, trong dịp Vương Thượng Vĩnh, Phó Tổng Tham mưu trưởng quân đội Trung Quốc đến Phnôm Pênh đàm phán với Son Sen, Trung Quốc đã đồng ý viện trợ quân sự cho Campuchia 226 triệu nhân dân tệ (tương đương 1,5 tỷ USD) trong ba năm (1976–1978). Chính sách ngoại giao của Trung Quốc với khu vực Đông Nam Á cũng được thay đổi theo hướng tăng cường quan hệ với khối ASEAN vốn ở thế đối đầu với các chính quyền cộng sản Đông Dương đồng thời cắt bỏ viện trợ của Trung Quốc đối với các Đảng Cộng sản ở Đông Nam Á. Tháng 2 năm 1977, Trung Quốc nói với Việt Nam là không sẵn sàng cung cấp viện trợ cho Việt Nam trong công cuộc tái thiết đất nước sau chiến tranh.
Từ tháng 9 đến tháng 10 năm 1977, Pol Pot có chuyến thăm tới Trung Quốc nhằm thắt chặt quan hệ đồng minh giữa hai nước.
Ngày 20 tháng 11 năm 1977, Lê Duẩn sang thăm Trung Quốc. Trong cuộc hội đàm giữa Lê Duẩn và Hoa Quốc Phong, mặc dù hai bên đều tránh nói đến những tranh chấp về Hoàng Sa, Trường Sa, song sự khác biệt về quan điểm đối với việc nhìn nhận thế giới, chiến tranh và hòa bình đã bộc lộ ngày càng rõ. Lê Duẩn bày tỏ quan điểm không tham gia vào cuộc tranh cãi Trung – Xô thông qua việc "chân thành cảm ơn Liên Xô và các nước Xã hội chủ nghĩa khác về sự nhiệt tình, giúp đỡ to lớn đối với Việt Nam". Lê Duẩn cũng đề nghị những nhà lãnh đạo Trung Quốc yêu cầu Campuchia Dân chủ chấp nhận một giải pháp cho cuộc xung đột trên tuyến biên giới Tây Nam, nhưng Trung Quốc không quan tâm. Cuối cùng, giống như chuyến thăm Trung Quốc vào tháng 9 năm 1975, Lê Duẩn cũng đã ra về mà không mở tiệc đáp lễ Trung Quốc.
Tháng 12 năm 1977, Phó Thủ tướng Trung Quốc Uông Đông Hưng tới thăm Campuchia và đi thị sát những vùng gần biên giới Việt Nam. Trong chuyến thăm này, Phó Thủ tướng Uông Đông Hưng tuyên bố: "Không một lực lượng nào có thể đứng cản trở quan hệ hữu nghị giữa Trung Quốc và Campuchia, hai nước sẽ là đồng chí với nhau mãi mãi".
Cuối năm 1977, các văn kiện của Quân khu Quảng Châu luôn nhấn mạnh tinh thần "phải chuẩn bị các mặt để đánh Việt Nam", tuyên truyền: "Việt Nam là tay sai của Liên Xô, có tham vọng xâm lược Campuchia, Lào, chiếm Đông Nam Á, thực hiện bá quyền khu vực, phải đánh cho bọn xét lại Việt Nam, không đánh là không thể được và phải đánh lớn. Việt Nam là tiểu bá ở châu Á, xâm lược Campuchia, xua đuổi người Hoa".
Tháng 1 năm 1978, Thủ tướng Phạm Văn Đồng yêu cầu các nước Xã hội chủ nghĩa giúp đỡ giải quyết cuộc xung đột Việt Nam – Campuchia. Một lần nữa Trung Quốc không đáp ứng. Cũng trong tháng 1 năm 1978, bà Đặng Dĩnh Siêu, Ủy viên Bộ Chính trị Đảng Cộng sản Trung Quốc sang thăm Phnôm Pênh và ký một hiệp định xúc tiến viện trợ quân sự cho Campuchia Dân chủ, bắt đầu chuyển vũ khí đến Campuchia. Trong chuyến thăm, bà Đặng Dĩnh Siêu cũng tuyên bố, Trung Quốc sẽ không tha thứ cho một cuộc tấn công nào vào đồng minh của họ. Trung Quốc cũng hủy bỏ hiệp ước về lãnh sự với Việt Nam. Ngày 17 tháng 6 năm 1978, Trung Quốc yêu cầu các lãnh sự quán Việt Nam ở Côn Minh, Quảng Châu và Nam Ninh phải dời về nước. Ngày 12 tháng 7 năm 1978, lần đầu tiên, tờ Nhân dân Nhật báo của Đảng Cộng sản Trung Quốc công khai buộc tội Việt Nam "tìm cách sáp nhập Campuchia vào một Liên bang Đông Dương dưới sự thống trị của Việt Nam". Ngày 4 tháng 11 năm 1978 (một ngày sau khi Việt Nam và Liên Xô ký Hiệp ước hữu nghị và hợp tác), Ủy viên Bộ Chính trị Đảng Cộng sản Trung Quốc Uông Đông Hưng sang Campuchia để bày tỏ sự ủng hộ của Bắc Kinh đối với Campuchia.
Theo tính toán của nhà nghiên cứu D.R. Sardesai, từ năm 1975 – 1978, Trung Quốc cung cấp cho Campuchia súng đại bác, súng cối, súng bazooka, súng đại liên, súng trung liên, vũ khí các loại, xe cộ và xăng dầu đầy đủ để trang bị cho đội quân 200.000 người, Trung Quốc cũng gửi khoảng 10.000 cố vấn và chuyên gia quân sự sang Campuchia để hỗ trợ và huấn luyện quân đội Pol Pot. Theo Marish Chandona, tháng 7 năm 1977, Campuchia chỉ có 6 sư đoàn, nhưng đến tháng 1 năm 1978, Campuchia có tới 25 sư đoàn. Cuối năm 1978, căng thẳng giữa Việt Nam với Campuchia cũng như Trung Quốc đều lên một nấc thang mới. Cùng lúc căng thẳng Việt Nam – Trung Quốc lên cao thì ở biên giới phía Tây Nam của Việt Nam, chính quyền Khmer Đỏ, với sự bảo trợ của Trung Quốc, cũng bắt đầu leo thang hoạt động quân sự xâm lấn miền Nam Việt Nam.
Các xung đột lẻ tẻ ở khu vực này đã nhanh chóng bùng nổ thành Chiến tranh biên giới Việt Nam – Campuchia với hệ quả là Việt Nam đưa quân vào Campuchia lật đổ chính quyền diệt chủng Khmer Đỏ.
Đứng trước tình hình đó, Trung Quốc quyết định tấn công xâm lược Việt Nam với lý do "dạy cho Việt Nam một bài học" (lời của Đặng Tiểu Bình) nhưng mục đích chính là phân chia lực lượng quân đội của Việt Nam để giúp chính quyền diệt chủng Khmer Đỏ. Trung Quốc có được lý do để tuyên bố về cuộc chiến chống Việt Nam sắp tiến hành. Sau khi Phnôm Pênh thất thủ, ngày 27 tháng 1 năm 1979 tờ Nhân dân Nhật báo (Trung Quốc) có bài viết, trong đó có đoạn: "Sự thất thủ của Phnôm Pênh không có nghĩa là chiến tranh chấm dứt mà chỉ là khởi đầu" và "vấn đề Campuchia đóng vai trò vật xúc tác để đẩy các quan hệ với Việt Nam vượt quá một điểm không thể nào quay trở lại được nữa".
Trong khi đó, Đặng Tiểu Bình nổi lên trở thành người lãnh đạo quyền lực nhất Trung Quốc. Đặng nhìn thấy cả rắc rối lẫn cơ hội trong mối quan hệ khó khăn với Việt Nam và cho rằng cách tốt nhất để nắm lấy những cơ hội này là một hành động quân sự. Trong chuyến thăm Đông Nam Á tháng 12 năm 1978, tại một cuộc trả lời phỏng vấn được Trung Quốc truyền hình trực tiếp, Đặng Tiểu Bình tuyên bố: "Việt Nam là côn đồ, phải dạy cho Việt Nam bài học" mà ngày hôm sau báo chí chính thức của Trung Quốc cắt ngắn thành "phải dạy cho Việt Nam bài học".
Tháng 1 năm 1979, Đặng Tiểu Bình bí mật cử Ủy viên Bộ Chính trị Gừng Giao cùng Thứ trưởng Ngoại giao Hàn Niệm Long khẩn cấp sang Bangkok, hội đàm với Thủ tướng Thái Lan Kriangsak tại căn cứ không quân Utapao. Thái Lan đồng ý để Trung Quốc sử dụng lãnh thổ của mình làm nơi tiếp tế cho Khmer Đỏ. Đồng thời, sau hơn mười năm vắng bóng trên chính trường, Hoàng thân Sihanouk đại diện cho Campuchia đọc diễn văn trước Đại hội đồng Liên Hợp Quốc, yêu cầu Đại hội đồng ra nghị quyết buộc Việt Nam rút quân ra khỏi Campuchia.
Việc Trung Quốc lựa chọn thời điểm tấn công Việt Nam cũng hết sức thuận lợi cho Trung Quốc. Đặng Tiểu Bình vừa kết thúc chuyến công du sang Mỹ, cùng với việc ông ta lớn tiếng đe dọa "dạy cho Việt Nam một bài học", Trung Quốc tỏ ra họ có được hậu thuẫn từ Hoa Kỳ, hoặc ít nhất là Mỹ cũng im lặng tán thành. Ngoài ra việc Trung Quốc cắt nguồn viện trợ dầu cho Việt Nam vào cuối năm 1978, vốn chiếm tới hơn một nửa tiêu thụ dầu của Việt Nam, trong khi Liên Xô chưa kịp viện trợ bổ sung, cũng khiến dự trữ dầu chiến lược của Việt Nam bị thiếu hụt trong thời điểm quyết định khi quân Trung Quốc tấn công.
Thêm vào đó, việc Trưởng Ngân khố Mỹ Blumenthal dưới thời chính quyền Carter viếng thăm Trung Quốc vào 24 tháng 2 cũng có tác dụng như một lời khuyến khích ngầm cho Trung Quốc và có tác dụng phụ đảm bảo với Trung Quốc tình hình tại vùng duyên hải Phúc Kiến đối diện với Đài Loan sẽ yên tĩnh trong thời gian đầu năm 1979, khiến Trung Quốc có thể yên tâm tái bố trí các lực lượng tại Phúc Kiến về hướng biên giới phía nam với Việt Nam.

### Vấn đề biên giới và hải đảo

#### Biên giới
Cuộc đàm phán đầu tiên về biên giới, lãnh thổ giữa Việt Nam – Trung Quốc được tiến hành từ ngày 15 tháng 8 năm 1974 đến ngày 2 tháng 11 năm 1974 ở cấp Thứ trưởng Ngoại giao. Từ giữa năm 1975, tình hình biên giới Việt Nam – Trung Quốc trở nên căng thẳng do những hoạt động vũ trang từ phía Trung Quốc. Những xung đột ở biên giới Việt Nam – Trung Quốc tại khu vực Cao Bằng – Lạng Sơn vào cuối năm 1976 làm quan hệ Việt Nam – Trung Quốc ngày càng xấu đi. Tháng 3 năm 1977, Việt Nam và Trung Quốc tiến hành đàm phán lần thứ hai về vấn đề biên giới Cao – Lạng – Quảng Tây. Đoàn Việt Nam yêu cầu bàn biện pháp chấm dứt các vụ vi phạm biên giới quốc gia và trở lại đường biên giới lịch sử, trong khi đó đoàn Trung Quốc muốn giữ nguyên trạng để bàn về các biện pháp ngăn ngừa xung đột, trong khi chờ Chính phủ hai nước đàm phán giải quyết vấn đề biên giới Việt Nam – Trung Quốc.
Từ năm 1978 đến đầu năm 1979, mức độ xâm phạm lãnh thổ, hoạt động vũ trang mang tính khiêu khích tại biên giới Việt Nam của Trung Quốc ngày càng trở nên nghiêm trọng. Theo thống kê của Việt Nam, công bố trong Bị vong lục của Bộ Ngoại giao Việt Nam ngày 15 tháng 2 năm 1979, số vụ xâm phạm vũ trang của Trung Quốc vào lãnh thổ Việt Nam năm 1978 là 583 vụ, trong tháng 1 và những tuần lễ đầu tháng 2 năm 1979 là 230 vụ. Không những vậy, Trung Quốc còn cho trên 100 lượt máy bay xâm phạm vùng trời và 481 lượt tàu thuyền hoạt động khiêu khích trên vùng biển Việt Nam. Chính phủ Việt Nam, Bộ Ngoại giao Việt Nam đã nhiều lần ra tuyên bố và gửi công hàm phản đối hành động xâm phạm biên giới Việt Nam tới Bộ Ngoại giao Trung Quốc.

#### Hải đảo
Từ năm 1973, Liên Hợp Quốc bắt đầu thảo luận về vấn đề chủ quyền của các quốc gia đối với vùng đặc quyền kinh tế trên biển. Chính phủ Việt Nam Dân chủ Cộng hòa quyết định tuyên bố chủ quyền với các quần đảo Hoàng Sa và Trường Sa dựa theo Hiệp ước Pháp – Thanh ký kết năm 1887. Về phía Trung Quốc, với cuộc khủng hoảng dầu lửa những năm 1970, nước này đã tìm kiếm các nguồn khai thác dầu mỏ trên biển Đông sát với Việt Nam, một hành động mà theo Việt Nam là chiến lược bao vây đất nước họ. Tranh chấp giữa hai nước về hai quần đảo này đã bắt đầu ngay từ năm 1975 sau khi Việt Nam tuyên bố chủ quyền đối với hai quần đảo này.
Ngày 10 tháng 9 năm 1975, phía Trung Quốc gửi công hàm cho Việt Nam Dân chủ Cộng hòa khẳng định chủ quyền của Trung Quốc đối với hai quần đảo Tây Sa và Nam Sa (tức là Hoàng Sa và Trường Sa theo cách gọi của Trung Quốc). Tháng 9 năm 1975, trong chuyến viếng thăm Trung Quốc của Đoàn đại biểu Đảng và Chính phủ Việt Nam do Lê Duẩn dẫn đầu, Tổng Bí thư Đảng Lao động Việt Nam nêu vấn đề Trung Quốc dùng vũ lực chiếm Hoàng Sa trong chuyến thăm, phía Việt Nam nêu vấn đề chủ quyền của mình đối với hai quần đảo này. Trong cuộc gặp ngày 24 tháng 9 năm 1975, nhà lãnh đạo Trung Quốc Đặng Tiểu Bình tuyên bố phía Trung Quốc có đầy đủ chứng cứ để khẳng định quần đảo Hoàng Sa và Trường Sa là lãnh thổ Trung Quốc, nhưng cần theo nguyên tắc hiệp thương hữu nghị để giải quyết bất đồng. Đặng Tiểu Bình cũng bày tỏ hai bên có thể thương lượng để giải quyết vấn đề. Phản ứng không nhượng bộ của Trung Quốc làm lãnh đạo Việt Nam khó chịu.
Ngày 10 tháng 11 năm 1975, Bộ Ngoại giao Việt Nam Dân chủ Cộng hòa gửi đến Bộ Ngoại giao Trung Quốc công hàm nhắc lại tuyên bố ngày 24 tháng 9 của Đặng Tiểu Bình và đề nghị ngưng tuyên truyền liên quan đến tranh chấp về các quần đảo nhằm tạo không khí thuận lợi cho việc thương thảo. Tuy nhiên trong công hàm trả lời ngày 24 tháng 12 năm 1975, Bộ Ngoại giao Trung Quốc bác bỏ đề nghị này.
Ngày 3 tháng 12 năm 1975, Đại sứ Việt Nam Dân chủ Cộng hòa tại Bắc Kinh khẳng định với Bộ trưởng Bộ ngoại giao Trung Quốc chủ quyền của Việt Nam trên hai quần đảo Hoàng Sa và Trường Sa.
Ngày 5 tháng 6 năm 1976, người phát ngôn Bộ Ngoại giao Cộng hòa miền Nam Việt Nam tuyên bố Việt Nam sẽ giành quyền bảo vệ hai quần đảo Hoàng Sa và Trường Sa.
Ngày 12 tháng 5 năm 1977, Chính phủ Việt Nam ra tuyên bố về lãnh hải, vùng tiếp giáp, vùng đặc quyền kinh tế 200 dặm và thềm lục địa Việt Nam, bao gồm cả các quần đảo Hoàng Sa và Trường Sa. Trung Quốc phản ứng mạnh mẽ với tuyên bố này.
Ngày 30 tháng 7 năm 1977, Ngoại trưởng Trung Quốc Hoàng Hoa tuyên bố: "Khi thời cơ đến chúng ta sẽ thu hồi toàn bộ quần đảo Nam Sa (quần đảo Trường Sa) mà không cần phải thương lượng gì hết".
Ngày 7 tháng 10 năm 1977, Việt Nam và Trung Quốc có cuộc họp đàm phán về biên giới. Trưởng đoàn Việt Nam Phan Hiền đề nghị đăng ký thảo luận về quần đảo Hoàng Sa đang bị Trung Quốc chiếm giữ từ năm 1974, trưởng đoàn đàm phán Trung Quốc Hàn Niệm Long từ chối.

### Vấn đề Hoa kiều
Một lý do nữa khiến căng thẳng Việt Nam – Trung Quốc leo thang là vấn đề Hoa kiều tại Việt Nam. Trước năm 1975 có khoảng 1,5 triệu người gốc Hoa sinh sống trên lãnh thổ Việt Nam, 15% sống ở phía bắc vĩ tuyến 17 và 85% còn lại sinh sống ở miền Nam Việt Nam. Người Hoa đặc biệt có ảnh hưởng ở miền Nam Việt Nam, nơi họ hoạt động mạnh trong lĩnh vực kinh doanh thương mại. Năm 1955, ở miền Bắc Việt Nam, theo thỏa thuận của Đảng Lao động Việt Nam và Đảng Cộng sản Trung Quốc, "người Hoa cư trú ở miền Bắc Việt Nam phải được đặt dưới sự lãnh đạo của Đảng Cộng sản Việt Nam" và dần dần chuyển thành công dân Việt Nam, được hưởng những quyền lợi như người Việt Nam và tự nguyện nhập quốc tịch Việt Nam. Năm 1956, chính quyền Ngô Đình Diệm đưa ra chính sách buộc người Hoa phải nhập quốc tịch Việt Nam hoặc họ sẽ bị trục xuất khỏi lãnh thổ. Ngược lại, Hà Nội và Bắc Kinh đồng ý trên nguyên tắc về việc cho phép Hoa kiều tự chọn lựa quốc tịch của mình. Cho đến năm 1975, giữa Việt Nam – Trung Quốc không có bất cứ một bất đồng nào trong vấn đề người Hoa ở miền Bắc Việt Nam.
Tháng 4 năm 1978, Việt Nam tiến hành cải tạo công thương nghiệp ở miền Nam. Trung Quốc coi việc Việt Nam, trong quá trình tiến hành cải tạo công thương nghiệp, tịch thu tài sản của giới công thương người Hoa ở miền Nam Việt Nam là một sự thách thức chính sách bảo vệ Hoa kiều của Trung Quốc. Phản ứng lại chính sách cải tạo công thương của nhà nước Việt Nam, một phong trào đòi lấy quốc tịch Trung Quốc trong người Hoa ở Việt Nam nổi lên. Trung Quốc đưa ra chính sách "đoàn kết với giai cấp tư sản Hoa kiều", kêu gọi chống lại chính sách "bài Hoa" của Việt Nam; đồng thời, loan truyền trong cộng đồng người Việt gốc Hoa về một cuộc chiến tranh không thể tránh khỏi giữa Việt Nam – Trung Quốc khiến cộng đồng người Hoa hoảng hốt.
Chính sách của Việt Nam từ năm 1976 đã bị ảnh hưởng bởi sự thay đổi nhanh chóng của mối quan hệ giữa Việt Nam và Trung Quốc, với nỗi e ngại rằng Trung Quốc có thể sử dụng Hoa kiều để ép Việt Nam theo các chính sách của mình. Vấn đề Hoa kiều được chính phủ Việt Nam xem là một thử thách đối với chủ quyền quốc gia hơn là một vấn đề nội bộ đơn thuần. Chính sách một quốc tịch bắt đầu, Hoa kiều nếu không nhập quốc tịch Việt Nam sẽ bị cho thôi việc, các báo và cơ sở giáo dục tiếng Hoa cũng bị đóng cửa.
Do ảnh hưởng của những yếu tố trên, trong năm 1978 cộng đồng người Hoa ở Việt Nam đã ồ ạt kéo về Trung Quốc. Từ năm 1977 đã có 70.000 Hoa kiều từ Việt Nam quay về Trung Quốc. Cho đến thời điểm xảy ra cuộc chiến đã có chừng 160.000 Hoa kiều hồi hương từ Việt Nam bằng đường biển hoặc đường bộ qua Cửa khẩu Hữu Nghị. Ngày 30 tháng 4 năm 1978, Chủ nhiệm Văn phòng Hoa kiều vụ đã phát biểu bày tỏ "sự quan tâm đối với hiện tượng Hoa kiều ở Việt Nam về nước hàng loạt", hứa hẹn "sẽ sắp xếp thích đáng cho những Hoa kiều đã trở về một cách vội vàng". Trung Quốc lập ra các trạm đón tiếp dọc theo biên giới hai nước. Sau đó, tháng 5 năm 1978, Trung Quốc đưa tàu sang đón người Hoa về Trung Quốc. Ngày 12 tháng 7 năm 1978, Trung Quốc đóng cửa biên giới Việt Nam – Trung Quốc, làm cho hàng vạn người Hoa muốn đi Trung Quốc bị kẹt lại tại biên giới. Do có quá nhiều người Hoa xin nhập cảnh vào Trung Quốc, nước này đưa ra điều kiện là người Hoa muốn về Trung Quốc phải chính thức xin giấy phép hồi hương do Đại sứ quán Trung Quốc ở Hà Nội cấp, cần có hộ chiếu xuất cảnh của chính quyền Việt Nam. Trung Quốc chỉ đón nhận những "nạn kiều người Hoa" đang bị Chính quyền Việt Nam ngược đãi, chứ không nhận về "người Việt gốc Hoa", hay người Hoa có quốc tịch Việt Nam. Việc ra đi ồ ạt của người Hoa chuyên sản xuất công nghiệp, tiểu thủ công nghiệp và hoạt động thương nghiệp làm tăng thêm tình trạng khan hiếm hàng hoá tiêu dùng một cách gay gắt, ảnh hưởng xấu đến nền kinh tế Việt Nam.

## Mục đích và mục tiêu của Trung Quốc
Theo hồi ký của tướng Châu Đức Lễ, Tham mưu trưởng Quân khu Quảng Châu, tháng 9 năm 1978, tại văn phòng Tổng Tham mưu trưởng Quân Giải phóng Nhân dân Trung Quốc diễn ra một cuộc họp về "cách giải quyết vấn đề lãnh thổ bị quân Việt Nam chiếm đóng". Mối quan tâm ban đầu là nhắm vào cuộc xung đột biên giới. Đề xuất đầu tiên tại cuộc họp muốn có một cuộc tấn công nhỏ vào một trung đoàn Việt Nam tại Trùng Khánh, Cao Bằng, Việt Nam giáp với Quảng Tây, Trung Quốc. Sau khi nhận được tin tình báo cho biết Việt Nam sẽ tấn công Campuchia, đa số người dự họp cho rằng cần có một cuộc tấn công tác động lớn đến Hà Nội và tình hình Đông Nam Á. Họ đề nghị tấn công vào một đơn vị quân chính quy Việt Nam ở một khu vực địa lý rộng hơn. Cuộc họp kết thúc mà không đưa ra quyết định nào.
Tháng 11 năm 1978, Đặng Tiểu Bình công du Thái Lan, Malaysia và Singapore. Trong chuyến đi này, Đặng Tiểu Bình nói với lãnh đạo các nước này rằng Trung Quốc sẽ dùng vũ lực nếu Việt Nam tấn công Campuchia.
Ngày 7 tháng 12 năm 1978, Ủy ban Quân sự Trung ương Cộng hòa Nhân dân Trung Hoa họp và ra quyết định mở một cuộc chiến hạn chế ở biên giới Việt Nam - Trung Quốc. Cuộc chiến này sẽ được tiến hành một cách hạn chế, trong phạm vi 50 cây số từ biên giới và kéo dài hai tuần. Ngày 8 tháng 12 năm 1978, Quân ủy Trung ương Cộng hòa Nhân dân Trung Hoa ra chỉ thị cho các Quân khu Quảng Châu và Côn Minh chuẩn bị đầy đủ lực lượng trước ngày 10 tháng 1 năm 1979 để thực hiện chiến dịch tấn công Việt Nam.
Tuyên bố chiến tranh của Bắc Kinh nói rằng đây là cuộc chiến để quân Trung Quốc "phản công" chống lại các khiêu khích của Việt Nam. Phát ngôn viên của Tân Hoa xã nói: "Các lực lượng biên phòng Trung Quốc đã hành động khi tình hình trở nên không thể chấp nhận được và không còn lựa chọn nào khác. Chúng tôi không muốn một tấc đất nào của Việt Nam. Cái chúng tôi muốn là một đường biên giới ổn định và hòa bình. Sau khi đánh trả các thế lực hiếu chiến đủ mức cần thiết, các lực lượng biên phòng của chúng tôi sẽ quay lại bảo vệ chặt chẽ biên giới của tổ quốc".
Nhiều nhà sử học phương Tây cho rằng cuộc chiến có những mục đích không rõ ràng, trong đó dễ thấy nhất là mục đích trừng phạt Việt Nam vì đã lật đổ chế độ Khmer Đỏ tại Campuchia – một đồng minh của Trung Quốc và là một trong những chế độ tàn bạo nhất của thế kỷ XX. Về sau, một số nhà sử học suy đoán rằng cuộc chiến có vẻ là một phần trong kế hoạch hiện đại hóa quân đội của Đặng Tiểu Bình khi nó thể hiện rõ các khiếm khuyết của Quân Giải phóng Nhân dân Trung Quốc. Những người khác cho rằng Đặng Tiểu Bình gây ra chiến tranh để giữ cho quân đội bận rộn trong khi ông củng cố quyền lực và loại bỏ các đối thủ cánh tả từ thời Mao Trạch Đông.
Tiến sĩ Xiaoming Zhang, từ trường Air War College, Hoa Kỳ cho rằng Đặng Tiểu Bình quyết định tấn công Việt Nam vì "Nguyên do trước tiên và quan trọng nhất là cách Đặng phản ứng trước đe dọa của Liên Xô với Trung Quốc khi đó. Liên minh của Hà Nội với Moskva khiến Đặng tin rằng đe dọa của Liên Xô không chỉ từ phía bắc mà cả từ phía nam... Các lãnh đạo Trung Quốc tin rằng tấn công trừng phạt Việt Nam sẽ là cú đòn đánh vào chiến lược bành trướng toàn cầu của Liên Xô. Rốt cuộc có lẽ Trung Quốc đã phản ứng thái quá trước đe dọa của Liên Xô. Nhưng vào lúc đó, Đặng Tiểu Bình thực sự tin vào nó. Còn có những yếu tố khác tác động quyết định gây chiến của Đặng, gồm chính trị trong nước và quan hệ với Mỹ. "Hành vi sai trái" của Việt Nam, đặc biệt là liên minh với Liên Xô, làm người Trung Quốc giận dữ. Họ muốn trừng phạt đồng minh phản bội sau nhiều năm Trung Quốc phải hy sinh giúp đánh Mỹ. Các va chạm biên giới cũng khích động tình cảm người Trung Quốc. Yếu tố tình cảm đóng vai trò quan trọng để tạo nên sự đồng thuận trong giới lãnh đạo chính trị và quân sự ủng hộ Đặng gây chiến... Đặng tin rằng liên minh với phương Tây sẽ chứng tỏ Trung Quốc có giá trị trong cuộc đấu tranh chống Liên Xô bành trướng và rằng để đổi lại, phương Tây sẽ giúp Trung Quốc cải tổ kinh tế. Ngoài ra, đấu tranh quyền lực trong đảng, cộng thêm phe nhóm trong quân đội, cũng khiến Đặng càng sẵn sàng có hành động quân sự chống Việt Nam. Theo ông ta, làm thế sẽ khuấy động ủng hộ trong nước và nước ngoài, tạo nên môi trường an toàn và ổn định để Trung Quốc hiện đại hóa".
Theo Carl Thayer, trong mắt Trung Quốc, Hà Nội đã vô ơn với Bắc Kinh: sau khi được giúp đỡ trong cuộc chiến chống Mỹ thì quay sang bạc đãi cộng đồng người Hoa, quan hệ nồng ấm với Liên Xô mà khi đó Trung Quốc coi là kẻ thù, rồi lại tấn công quân sự lật đổ đồng minh Khmer Đỏ của Bắc Kinh. Trung Quốc muốn "dạy cho Việt Nam một bài học" vì đã thách thức uy quyền và ảnh hưởng của Trung Quốc tại vùng Đông Dương. Bên cạnh việc xâm lấn Việt Nam để "bình định vùng biên giới" sau nhiều năm căng thẳng với các xung đột ngày càng nhiều, Trung Quốc phải hành động để chứng tỏ uy tín của mình trong việc bảo vệ đồng minh Khmer Đỏ.
Đối với Việt Nam, cuộc chiến là một phần trong kế hoạch bành trướng về phía nam của Trung Quốc. Trước khi có xung đột, Việt Nam đã đề phòng những kế hoạch tiến xuống Đông Dương (bao gồm biển Đông). Trung Quốc đã viện trợ vũ khí, thuốc men và các nhu yếu phẩm khác cho Campuchia và xây dựng nhiều cơ sở hạ tầng, đồng thời xúi giục Khmer Đỏ tấn công Việt Nam. Sau khi khống chế Campuchia rồi sẽ dùng bàn đạp để phối hợp với quân Trung Quốc ở phía bắc làm thế gọng kìm bao vây, nếu cần sẽ tấn công để buộc Việt Nam khuất phục. Theo phân tích của phía Việt Nam, mục tiêu chính của Trung Quốc trong hành động quân sự lần này gồm:
- Nhanh chóng chiếm đóng vùng biên giới Việt – Trung, đặc biệt là các thị xã trọng yếu gồm Lạng Sơn (chốt chặn nối Quốc lộ 1 của Việt Nam với Trung Quốc), Cao Bằng và Lào Cai. Vùng chiếm đóng dự kiến với bề sâu chừng vài chục km sẽ được Trung Quốc sử dụng làm bàn đạp cho các cuộc tấn công vào sâu nội địa Việt Nam.
- Tiêu hao lực lượng chủ lực và làm suy yếu khả năng phòng ngự phía Việt Nam bằng việc quét sạch các đồn biên phòng, tiêu diệt một phần lực lượng quân địa phương và các đơn vị quân độc lập khác của Việt Nam.
- Hủy diệt cơ sở hạ tầng và nền kinh tế ở các vùng chiếm đóng để đưa nền kinh tế Việt Nam tới chỗ sụp đổ.

## Tương quan lực lượng

### Trung Quốc

Dân binh Trung Quốc trong các đội tải thương. Ước tính có khoảng 4.000 lính Trung Quốc tử trận chỉ trong 2 ngày đầu của cuộc chiến.

Trung Quốc vào thời điểm đầu năm 1979 ước tính có khoảng 4,5 triệu quân, trong đó số quân được tập trung ở biên giới Việt – Trung vào khoảng 250.000. Trung Quốc có 121 sư đoàn bộ binh, 11 sư đoàn thiết giáp, 40 sư đoàn pháo binh, 3 sư đoàn không quân với 5.000 máy bay chiến đấu, 400.000 lính phòng không và 300.000 lính hải quân.
Theo phía Việt Nam, Trung Quốc đã huy động quân của hai đại quân khu Quảng Tây và Vân Nam, gồm 9 quân đoàn chủ lực và một số sư đoàn bộ binh độc lập (tổng cộng 32 sư đoàn), 6 trung đoàn xe tăng, 4 sư đoàn và nhiều trung đoàn pháo binh, phòng không. Lực lượng được huy động khoảng trên 60 vạn binh sĩ, 550 xe tăng, 480 khẩu pháo, 1.260 súng cối và dàn hỏa tiễn, chưa kể hơn 200 tàu chiến của hạm đội Nam Hải và 948 máy bay sẵn sàng phía sau (gồm 706 tiêm kích J-5, J-6, J-7; 120 tiêm kích bom J-6, Q-5 và 122 máy bay ném bom H-5, H-6).
Hải quân Trung Quốc cũng phái một lực lượng đặc nhiệm (gồm hai tàu mang tên lửa cùng ba đội tàu phóng lôi nhanh có hỏa tiễn) tới quần đảo Hoàng Sa để phòng trường hợp Liên Xô can thiệp bằng hải quân. Không quân Trung Quốc không tham chiến trực tiếp (vì e ngại lực lượng phòng không và lực lượng không quân giàu kinh nghiệm của Việt Nam) nhưng đã có 8.500 chuyến bay trinh thám và 228 chuyến bay trực thăng vận tải.

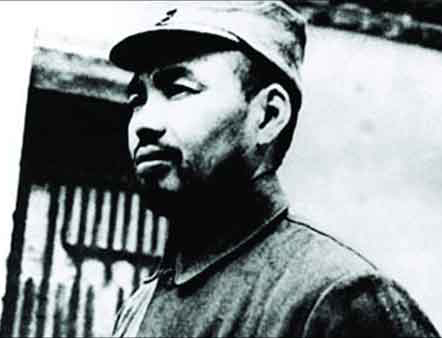
Hứa Thế Hữu

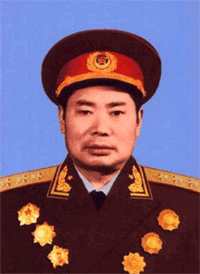
Dương Đắc Chí

Tướng Hứa Thế Hữu, Tư lệnh Đại Quân khu Quảng Châu chỉ huy hướng tiến công vào Đông Bắc Việt Nam với trọng điểm là Lạng Sơn và Cao Bằng. Tướng Dương Đắc Chí, Tư lệnh Đại Quân khu Côn Minh đảm nhiệm hướng Tây Bắc với trọng điểm là Hoàng Liên Sơn (nay là Lào Cai). Đây là đợt huy động quân sự lớn nhất của Trung Quốc kể từ Chiến tranh Triều Tiên.
Ngoài lực lượng quân chính quy, Trung Quốc còn huy động hàng chục vạn dân công và lực lượng dân binh ở các tỉnh biên giới để tải đồ tiếp tế, phục vụ, tải thương, hỗ trợ quân chính quy phục vụ cho chiến dịch, chỉ riêng tại Quảng Tây đã có đến 215.000 dân công được huy động. Về phân phối lực lượng của Trung Quốc: hướng Lạng Sơn có quân đoàn 43, 54, 55; hướng Cao Bằng có quân đoàn 41, 42, 50; hướng Hoàng Liên Sơn có quân đoàn 13, 14; hướng Lai Châu có quân đoàn 11; hướng Quảng Ninh, Hà Tuyên (nay là Hà Giang) mỗi nơi cũng có từ 1 đến 2 sư đoàn.
Lúc đầu Trung Quốc dự tính sử dụng 6 quân đoàn chủ lực đánh 3–5 ngày vào một số huyện biên giới, tiêu diệt 1 đến 2 sư đoàn Việt Nam. Ngày 31 tháng 12 năm 1978, Quân ủy Trung Quốc lại họp hội nghị tác chiến, quyết định mở rộng quy mô, tăng thêm 3 quân đoàn, đổi mục tiêu tấn công huyện lỵ thành các tỉnh lỵ biên giới; thời gian kéo dài lên 15–20 ngày, nhằm tiêu diệt 3 đến 5 sư đoàn Việt Nam.
Trong chiến tranh, Trung Quốc đã huy động 18.000 khẩu pháo và súng cối, dàn phóng hỏa tiễn các loại. Trong cuộc chiến, trung bình mỗi ngày quân Trung Quốc tiêu thụ đạn dược và nhiên liệu là 700 tấn cho mỗi loại. Tính tổng cộng cả cuộc chiến, Trung Quốc đã sử dụng 1,06 triệu quả đạn pháo, 23,8 ngàn tấn đạn, 55 triệu viên đạn cá nhân và nhiều loại trang bị cá nhân.
Nguyên tắc chủ đạo khi giao chiến của Trung Quốc gồm ba điểm: tập trung tấn công vào vị trí quan trọng nhưng không phải điểm mạnh của quân địch; sử dụng lực lượng và hỏa lực áp đảo (tiền pháo hậu xung) để đập tan quân phòng ngự tại những điểm mấu chốt; các đơn vị xung kích phải hết sức nhanh chóng thọc sâu và tấn công tất cả các con đường dẫn đến căn cứ kẻ thù. Địa hình miền núi phía Bắc Việt Nam phức tạp, không thuận lợi cho Trung Quốc triển khai các đơn vị tăng, thiết giáp và ngăn cản các thiết bị thông tin lạc hậu. Bù lại, Trung Quốc có đội quân “sơn cước” tuyển mộ từ những người Hoa ở Việt Nam lâu năm, vốn quen biết địa hình địa phương để dẫn đường cho quân đội. Với ưu thế về quân số và trang bị, các tướng lĩnh Trung Quốc tin tưởng rằng họ sẽ đè bẹp đối phương trong thời gian ngắn.

### Việt Nam
Về phía Việt Nam, đầu năm 1979, Quân đội Nhân dân Việt Nam được đánh giá có khoảng 600.000 bộ binh chính quy, 3.000 lính hải quân, 300 máy bay và 12.000 lính phòng không, trong đó 19 sư đoàn tập trung ở biên giới Tây Nam, 4 sư đoàn ở biên giới Lào. Lực lượng quân chính quy giữ Hà Nội và các tỉnh Bắc Bộ vào khoảng 100.000.
Do phần lớn các quân đoàn chính quy (3 trong số 4 quân đoàn) đang chiến đấu ở Campuchia nên phòng thủ ở biên giới với Trung Quốc chỉ có một số sư đoàn chủ lực quân khu (chủ yếu là tân binh) của Quân khu I và II cùng các đơn vị bộ đội địa phương tỉnh, huyện, công an vũ trang (biên phòng) và dân quân tự vệ tại 6 tỉnh biên giới (Lai Châu, Hoàng Liên Sơn (nay là Lào Cai, Yên Bái), Hà Tuyên (nay là Hà Giang, Tuyên Quang), Cao Bằng, Lạng Sơn, Quảng Ninh). Lực lượng tinh nhuệ nhất của phía Việt Nam đóng ở biên giới Việt-Trung là Sư đoàn 3 (đóng tại Lạng Sơn) và Sư đoàn 316A (đóng tại Sa Pa), ngoài ra còn có các sư đoàn 346 ở Cao Bằng, 325B ở Quảng Ninh, 345 ở Lào Cai, 326 ở Phong Thổ, Lai Châu. Sư đoàn 346 đóng tại Cao Bằng nhiều năm chủ yếu làm nhiệm vụ kinh tế, thời gian huấn luyện sẵn sàng chiến đấu trở lại chưa nhiều. Lực lượng biên giới có khoảng 70.000 quân, sau được hai sư đoàn (327 và 337) từ tuyến sau lên Lạng Sơn tiếp viện. Lực lượng độc lập gồm các trung đoàn 141, 147, 148, 197, trung đoàn pháo binh 68, các trung đoàn quân địa phương 95, 121, 192, 254 và 741. Quân đoàn 1 vẫn đóng quân quanh Hà Nội đề phòng Trung Quốc tiến sâu vào Bắc Bộ.
Ngày 27 tháng 2, Quân đoàn 2 là chủ lực của Bộ Quốc phòng được lệnh cơ động về để bảo vệ miền Bắc, đến ngày 5 tháng 3 bắt đầu triển khai trên hướng Lạng Sơn, nhưng chưa kịp tham chiến thì Trung Quốc tuyên bố rút quân.
Quân đội Việt Nam được đánh giá là giàu kinh nghiệm chiến đấu, có vũ khí khá hiện đại từ kho chiến lợi phẩm thu được của Mỹ và sự giúp đỡ của Liên Xô. Tuy nhiên các yếu tố này không phát huy được nhiều lúc xảy ra chiến sự vì phần lớn quân chủ lực đang chiến đấu ở Campuchia, lực lượng tham chiến chủ yếu là quân địa phương, công an vũ trang và dân quân tự vệ bảo vệ biên giới.
Lãnh đạo 2 nước là Đặng Tiểu Bình và Lê Duẩn đã có nhiều lần gặp mặt và đều là những người quyết đoán. Trong bài phát biểu của mình sau chiến tranh 1979, Lê Duẩn đã khái quát: “Trung Quốc hiện nay có một đội quân ba triệu rưỡi người nhưng họ phải để lại một nửa trên biên giới Trung – Xô để phòng ngừa Liên Xô. Vì lý do đó, nếu họ có mang 1 hoặc 2 triệu quân sang đánh ta, chúng ta cũng không hề sợ hãi gì cả. Chúng ta chỉ có 600 ngàn quân ứng chiến và nếu sắp tới chúng ta phải đánh với 2 triệu quân thì cũng không có vấn đề gì cả. Chúng ta không sợ vì chúng ta đã biết cách chiến đấu. Nếu họ mang vào 1 triệu quân thì họ cũng chỉ đặt được chân ở phía Bắc… Phải đối mặt với những làng mạc, thành phố, nhân dân và công tác phòng ngự, không ai có thể thực hiện một cuộc tiến công hiệu quả chống lại từng người dân. Thậm chí có phải đánh nhau hai, ba năm hoặc bốn năm, họ cũng không thể tiến vào được… Mỗi huyện là một pháo đài, mỗi tỉnh là một chiến trường. Chúng ta sẽ chiến đấu và họ sẽ không thể xâm nhập vào được”.

## Diễn biến

### Chuẩn bị

#### Quân sự
Theo nguồn tin từ Cục tình báo Trung ương Hoa Kỳ (CIA), thì từ giữa năm 1978, Trung Quốc đã hoàn chỉnh các phương án tác chiến, các đơn vị quân đội Trung Quốc đã sẵn sàng mở cuộc tiến công quân sự quy mô lớn chống Việt Nam, chỉ cần thời cơ đến là phát động chiến tranh. Trong những buổi họp của Trung ương Đảng Cộng sản Trung Quốc từ giữa năm 1978 đến cuối năm 1978, nhiều biện pháp trừng phạt Việt Nam bằng quân sự được đưa ra bàn thảo. Từ giữa tháng 12 năm 1978, Trung Quốc đã chọn lực lượng quân đội từ năm quân khu và đưa áp sát biên giới Trung – Việt.
Từ tháng 10 năm 1978 cho đến 15 tháng 2 năm 1979, Trung Quốc thực hiện hàng loạt các vụ tấn công thăm dò vào các vị trí phòng thủ của Việt Nam tại biên giới, với mục đích thu thập thông tin tình báo, đe dọa quân Việt Nam, và đánh lạc hướng khỏi mục tiêu chính của chiến dịch sắp tới. Các cuộc tấn công nhỏ này tăng dần về quy mô và tần số khi lực lượng Trung Quốc tập trung tại biên giới ngày càng đông. Không có tài liệu gì về các cuộc tấn công thăm dò của quân Việt Nam. Dấu hiệu đầu tiên của chiến tranh là việc Trung Quốc cắt đứt tuyến đường sắt Hữu Nghị nối liền hai nước vào ngày 22 tháng 12 năm 1978. Đến cuối tháng 1 năm 1979, khoảng 17 sư đoàn chính quy Trung Quốc (khoảng 225.000 quân) đã tập trung gần biên giới với Việt Nam. Hơn 700 máy bay chiến đấu và máy bay ném bom – 1/5 lực lượng không quân Trung Quốc – đã được đưa đến các sân bay gần biên giới. Các động thái leo thang này của Trung Quốc đã được phía Việt Nam đề cập tại cuộc họp của Hội đồng Bảo an Liên Hợp Quốc ngày 11 tháng 2 năm 1979.
Từ ngày 9 đến ngày 12 tháng 2 năm 1979, Quân ủy Trung ương Đảng Cộng sản Trung Quốc họp hội nghị để nghe báo cáo của Đặng Tiểu Bình và đánh giá tình hình. Hội nghị quyết định tấn công Việt Nam và thành lập Bộ Chỉ huy chung. Ngày 16 tháng 2 năm 1979, Trung Quốc tổ chức cuộc họp phổ biến ý nghĩa của cuộc chiến tranh sắp tới chống Việt Nam cho cán bộ cao cấp nước này. Trong cuộc họp này, Đặng Tiểu Bình nêu mục tiêu, cái lợi, hại của cuộc chiến tranh chống Việt Nam, nhấn mạnh đây là cuộc phản kích tự vệ, hạn chế về thời gian và không gian.
Để cảnh báo Liên Xô và cũng nhằm ngăn chặn bị tấn công từ hai mặt, Trung Quốc đặt toàn bộ quân đội đóng dọc biên giới Trung – Xô vào tình trạng báo động đồng thời thiết lập một sở chỉ huy quân đội mới ở Tân Cương và di tản 300.000 dân khỏi vùng biên giới với Liên Xô.
Để đối phó lại việc Trung Quốc tập trung bộ binh và vũ khí hạng nặng tại biên giới, cũng như việc các cuộc đột kích vũ trang ngày càng gia tăng, Việt Nam tiến hành chuẩn bị các vị trí phòng ngự, chuẩn bị tinh thần dân chúng sẵn sàng một khi chiến tranh xảy ra. Tuy nhiên Việt Nam tại thời điểm đó vẫn tin rằng Trung Quốc sẽ không tấn công, vì Trung Quốc vẫn là một nước xã hội chủ nghĩa anh em. Thêm nữa, Việt Nam tin rằng đa phần nhân dân Trung Quốc không ủng hộ chiến tranh và sẽ phản đối chiến tranh nổ ra. Ngoài ra, tuyên bố của Đặng Tiểu Bình chỉ một tuần trước khi chiến tranh nổ ra, rằng chiến dịch quân sự của Quân Giải phóng Nhân dân Trung Quốc sẽ không dài hơn cuộc chiến 1962 với Ấn Độ, cộng với các tuyên bố của Đặng trước đó rằng chiến dịch quân sự này "giới hạn về không gian và thời gian", khiến Hà Nội tin tưởng họ có khả năng cầm chân quân Trung Quốc tại các tỉnh biên giới.
Lực lượng Việt Nam đương đầu với cuộc tấn công của Trung Quốc chủ yếu là dân quân và bộ đội địa phương. Từ vài tháng trước khi chiến tranh nổ ra, Hà Nội đã tiến hành huấn luyện và trang bị vũ khí hạng nhẹ cho dân quân tại các tỉnh biên giới. Chỉ có một số đơn vị quân chính quy tham gia chiến trận, nhất là các đơn vị phòng thủ Lạng Sơn, nhưng ngay cả tại đây, lực lượng chủ yếu vẫn là dân quân và quân địa phương. Hà Nội giữ lại 5 sư đoàn chủ lực ở tuyến sau đề phòng Trung Quốc tiến sâu về đồng bằng, và đồng thời cũng để giới hạn việc cuộc chiến leo thang.
Từ tháng 1 năm 1979, Trung Quốc bắt đầu đẩy mạnh các hoạt động trinh sát vũ trang dọc biên giới. Trong tháng 1 và tuần đầu tiên của tháng 2 năm 1979, Trung Quốc gây ra 230 vụ xâm phạm vũ trang vào lãnh thổ Việt Nam, từ gây hấn cho tới phục kích, bắt cóc người đưa về Trung Quốc, tập kích, bắn phá các đồn biên phòng và trạm gác của công an, dân quân Việt Nam cũng như các cơ sở sản xuất của người dân. Trong những vụ xâm phạm này, lính Trung Quốc đã giết trên 40 dân thường và chiến sĩ, làm bị thương hàng trăm người và bắt đi hơn 20 người. Có những vụ diễn ra sâu trong lãnh thổ Việt Nam tới 5 km như vụ tập kích trạm gác của dân quân ở Bản Lầu (Hoàng Liên Sơn) ngày 14 tháng 1, có những vụ quy mô lớn như huy động 1 tiểu đoàn chính quy tấn công bình độ 400 ở Thanh Lòa, Cao Lộc (Lạng Sơn) ngày 10 tháng 2, có những vụ pháo kích lớn đã sử dụng cả tới pháo 85mm, súng cối, ĐKZ,...
Ngày 1 tháng 1 năm 1979, theo chỉ thị của Thường vụ Quân ủy Trung ương Việt Nam, các lực lượng vũ trang biên giới được lệnh chuyển sang trạng thái sẵn sàng chiến đấu cao. Ngày 15 tháng 2, ngoại trừ các xã biên giới và một vài đơn vị, các lực lượng trên tuyến 1 được lệnh hạ cấp xuống trạng thái sẵn sàng chiến đấu tăng cường. Nhiều đơn vị tổ chức cho phần lớn bộ đội về trạng thái sinh hoạt bình thường, di chuyển, điều chỉnh lại đội hình bố trí...

#### Ngoại giao
Ngày 12 tháng 8 năm 1978, trước khi tấn công Việt Nam, Trung Quốc ký với Nhật Bản Hiệp ước Hòa bình, Hữu nghị có giá trị trong mười năm và sẽ tái ký sau đó nhằm tạo sự ổn định tại khu vực Đông Bắc Á có lợi cho Trung Quốc.
Ngày 5 tháng 11 năm 1978, Đặng Tiểu Bình đi thăm các nước ASEAN. Trong chuyến đi ngày Đặng nói rằng, việc Việt Nam ký Hiệp ước Việt – Xô ngày 3 tháng 11 năm 1978 là mối đe dọa đối với các nước ASEAN, Đặng Tiểu Bình kêu gọi thành lập Mặt trận chống Liên Xô và Việt Nam, bao gồm Trung Quốc, khối nước ASEAN để cân bằng lại quyền lợi của các nước Đông Nam Á và nói rõ quyết tâm của Trung Quốc không để khu vực Đông Nam Á rơi vào tay Việt Nam. Trong chuyến đi này, Đặng Tiểu Bình công khai ý định dùng biện pháp quân sự đối phó với Việt Nam. Các nước ASEAN đều cho rằng cuộc xung đột Việt Nam – Campuchia và Việt Nam – Trung Quốc là "nhân tố không ổn định đối với hòa bình khu vực". Tuy nhiên, vì Việt Nam nghiêng về phía Liên Xô nên các nước ASEAN nhận thấy cần phải nhích lại gần Trung Quốc hơn nữa. Tại Bangkok, theo yêu cầu của Đặng Tiểu Bình, Thái Lan đồng ý cho phép máy bay Trung Quốc quá cảnh qua vùng trời Thái Lan để đi Campuchia và trở về. Theo Nayan Chanda, liên minh giữa Bắc Kinh và Bangkok đã mở ra con đường mòn Đặng Tiểu Bình xuyên qua Thái Lan và biến Thái Lan thành một cái then chặn chiến lược an toàn của Trung Hoa tại Campuchia.
Sau đó, tháng 1 năm 1979, Đặng Tiểu Bình thăm Mỹ rồi tới thăm Nhật. Về mặt ngoại giao, sau khi bình thường hóa quan hệ với Hoa Kỳ từ tháng 12 năm 1978, trong chuyến thăm Washington từ 28 đến 30 tháng 1, Đặng Tiểu Bình nhận được sự ủng hộ cần thiết của đồng minh mới Hoa Kỳ trong kế hoạch tấn công Việt Nam.
Tổng thống Jimmy Carter cũng cảnh báo Đặng rằng vụ tấn công của Trung Quốc, nếu xảy ra, sẽ nhận được sự ủng hộ về mặt ngoại giao hoặc quân sự quốc tế. Trong chuyến đi này, Đặng Tiểu Bình đã thông báo về ý định chuẩn bị tấn công Việt Nam với mong muốn có được sự hỗ trợ về tinh thần từ phía Mỹ. Khi tiếp xúc bí mật với Brzezinski, Đặng Tiểu Bình tuyên bố: "Đối với Việt Nam, Trung Quốc phải chịu trách nhiệm đối phó" và nhấn mạnh: "Các ngài nhớ kỹ một điều là những lời phát biểu của tôi trong chuyến thăm nước Mỹ sẽ hoàn toàn được chứng thực bằng những hành động". Đặng Tiểu Bình cũng bảo đảm rằng, cuộc tấn công Việt Nam sẽ giới hạn và nhanh chóng. Trong chuyến đi của Đặng Tiểu Bình sang Mỹ, Đặng đã chuẩn bị tinh thần cho các đồng minh một cách chắc chắn rằng sẽ thực hiện sự trừng phạt như đã loan báo.
Hai tuần sau chuyến thăm, ngay trước khi Trung Quốc tấn công Việt Nam, Đại sứ Mỹ Malcolm kín đáo khuyến cáo Ngoại trưởng A. Gromyko là Liên Xô nên tự kiềm chế trong trường hợp Trung Quốc tấn công Việt Nam, để khỏi ảnh hưởng đến việc Quốc hội Mỹ sẽ thông qua Hiệp ước SALT mà Liên Xô rất mong muốn.
Từ ngày 1 đến ngày 13 tháng 1 năm 1979, phía Trung Quốc liên tiếp có nhiều phát biểu và bình luận mà nội dung là tố cáo Việt Nam xâm lược, lên án Việt Nam chiếm đóng Phnôm Pênh. Trung Quốc kêu gọi Campuchia Dân chủ đánh lâu dài và hứa sẽ ủng hộ toàn diện. Trung Quốc đưa ra Hội đồng Bảo an Dự thảo nghị quyết đòi Việt Nam rút quân, kêu gọi các nước chấm dứt viện trợ cho Việt Nam. Trước dư luận trong nước và quốc tế, Trung Quốc công khai tuyên bố: "Việt Nam là tiểu bá theo đại bá Liên Xô", "Trung Quốc quyết không để cho ai làm nhục", cuộc tiến công của Trung Quốc vào Việt Nam sắp tới là nhằm "dạy cho Việt Nam một bài học". Trước thái độ đó, báo chí và chính giới Mỹ không có phản ứng công khai, còn Thủ tướng Liên Xô A. Kosygin thì nhận định: Tuyên bố của Đặng Tiểu Bình là một bản "tuyên bố chiến tranh với Việt Nam".
Ngày 7 tháng 2, Bắc Kinh báo trước về một chiến dịch tấn công Việt Nam với thông cáo chính thức của chính phủ Cộng hòa Nhân dân Trung Hoa phản đối việc quân đội Việt Nam tiến vào lãnh thổ Campuchia và đề nghị tất cả các quốc gia yêu hòa bình "dùng mọi biện pháp có thể để chấm dứt cuộc xâm lược dã man này".
Ngày 15 tháng 2 năm 1979, nhân dịp 29 năm Hiệp ước Trung – Xô về vấn đề Mông Cổ và thời điểm kết thúc chính thức Hiệp ước Hợp tác Trung – Xô, Đặng Tiểu Bình tuyên bố Trung Quốc chuẩn bị tấn công giới hạn Việt Nam.
Các lãnh đạo Trung Quốc phán đoán cuộc tấn công Việt Nam chớp nhoáng, có giới hạn sẽ không gây căng thẳng đủ để kích thích Liên Xô can thiệp trực tiếp hay quốc tế phản đối. Họ dự tính Liên Xô sẽ chỉ can thiệp giới hạn ở mức khuyến khích các dân tộc thiểu số Trung Quốc tấn công các vùng xa xôi như Nội Mông, Tân Cương hoặc gây đụng độ nhỏ ở vùng biên giới 2 nước. Tuy nhiên, để cẩn trọng, Trung Quốc vẫn di tản dân gần đường biên và lệnh các đơn vị quân đội ở biên giới với Liên Xô sẵn sàng chiến đấu. Còn Liên Xô thì tin rằng Trung Quốc chỉ muốn xâm nhập vào lãnh thổ Việt Nam 20 – 30 km rồi rút về nước do đó Việt Nam hoàn toàn đủ sức tự đối phó với Trung Quốc.

### Giai đoạn 1

Mặt trận Lạng Sơn

Mặt trận Cao Bằng

5 giờ sáng ngày 17 tháng 2 năm 1979, lực lượng bộ binh Trung Quốc với khoảng 120.000 quân bắt đầu tiến vào Việt Nam trên toàn tuyến biên giới, mở đầu là pháo, tiếp theo là xe tăng và bộ binh.
- Cánh phía đông có Sở Chỉ huy Tiền phương đặt tại Nam Ninh và mục tiêu chính là Lạng Sơn. Có hai hướng tiến song song:

- Hướng thứ nhất do quân đoàn 42A dẫn đầu từ Long Châu đánh vào thị trấn Đồng Đăng nhằm làm bàn đạp đánh thị xã Lạng Sơn
- Hướng thứ hai do quân đoàn 41A dẫn đầu từ Tĩnh Tây và Long Châu tiến vào thị xã Cao Bằng và thị trấn Đông Khê
- Ngoài ra còn có quân đoàn 55A tiến từ Phòng Thành vào Móng Cái

- Cánh phía tây có Sở Chỉ huy Tiền phương đặt tại Mông Tự, có 3 hướng tiến công chính:

- Hướng thứ nhất do các quân đoàn 13A và 11A dẫn đầu đánh vào thị xã Lào Cai
- Hướng thứ hai từ Văn Sơn đánh vào Hà Giang
- Hướng thứ 3 do sư đoàn 42D của quân đoàn 14A dẫn đầu từ Kim Bình đánh vào Lai Châu.

Tổng cộng quân Trung Quốc xâm nhập Việt Nam trên 26 điểm, các khu vực dân cư Việt Nam chịu thiệt hại nặng nhất từ đợt tấn công đầu tiên này là Lào Cai, Mường Khương, Cao Bằng, Lạng Sơn và Móng Cái.
Không quân và hải quân không được sử dụng trong toàn bộ cuộc chiến. Tất cả các hướng tấn công đều có xe tăng, pháo binh hỗ trợ. Quân Trung Quốc vừa chiếm ưu thế về lực lượng, vừa chủ động về thời gian tiến công, lại còn có "lực lượng thứ năm" gồm những người Việt gốc Hoa trên đất Việt Nam. Từ đêm 16 tháng 2, các tổ thám báo Trung Quốc đã mang theo bộc phá luồn sâu vào nội địa Việt Nam móc nối với "lực lượng thứ năm" này lập thành các toán vũ trang phục sẵn các ngã ba đường, bờ suối, các cây cầu để ngăn chặn lực lượng tiếp viện của Việt Nam từ phía sau lên. Trước giờ nổ súng, các lực lượng này cũng bí mật cắt các đường dây điện thoại để cô lập sở chỉ huy sư đoàn với các chốt, trận địa pháo.
Tiến nhanh lúc khởi đầu, nhưng quân Trung Quốc nhanh chóng phải giảm tốc độ do gặp nhiều trở ngại về địa hình và hệ thống hậu cần quá lạc hậu phải dùng lừa, ngựa và người thồ hàng. Hệ thống phòng thủ của Việt Nam dọc theo biên giới rất mạnh, với các hầm hào hang động tại các điểm cao dọc biên giới do lực lượng quân sự tinh nhuệ có trang bị và huấn luyện tốt trấn giữ. Kết quả là Trung Quốc phải chịu thương vong lớn. Trong ngày đầu của cuộc chiến, chiến thuật dùng biển lửa và biển người của Trung Quốc đã có kết quả tốt, họ tiến được vào sâu trong lãnh thổ Việt Nam hơn 10 dặm và chiếm được một số thị trấn. Chiến sự ác liệt nhất diễn ra tại các vùng Bát Xát, Mường Khương ở tây bắc và Đồng Đăng, cửa khẩu Hữu Nghị, Thông Nông ở đông bắc. Quân Trung Quốc cũng đã vượt sông Hồng và đánh mạnh về phía Lào Cai.
Trong hai ngày 18 và 19 tháng 2, chiến sự lan rộng hơn. Quân đội Việt Nam kháng cự rất mạnh và với tinh thần chiến đấu cao. Quân Trung Quốc hầu như không thể sử dụng lực lượng ở mức sư đoàn mà phải dùng đội hình nhỏ và thay đổi chiến thuật. Họ tiến chậm chạp, giành giật từng đường hầm, từng điểm cao, và cuối cùng cũng chiếm được Mường Khương, Trùng Khánh, và Đồng Đăng. Tại Móng Cái, hai bên giành giật dai dẳng. Cả hai bên đều phải chịu thương vong cao, có ít nhất 4.000 lính Trung Quốc chết trong hai ngày đầu này. Sau hai ngày chiến tranh, quân Trung Quốc đã chiếm được 11 làng mạc và thị trấn, đồng thời bao vây Đồng Đăng, thị trấn có vị trí then chốt trên đường biên giới Trung-Việt.

Quân Trung Quốc đang di chuyển tại Cao Bằng. Đi đầu là xe bọc thép Kiểu 63 (K63).

Trận chiến tại Đồng Đăng bắt đầu ngay từ ngày 17 và là trận ác liệt nhất. Đây là trận địa phòng thủ của Trung đoàn 12 Tây Sơn, Sư đoàn 3 Sao Vàng, Quân đội Nhân dân Việt Nam. Tấn công vào Đồng Đăng là 2 sư đoàn bộ binh, 1 trung đoàn xe tăng và chi viện của 6 trung đoàn pháo binh Trung Quốc. Cụm điểm tựa Thẩm Mò, Pháo Đài, 339 tạo thế chân kiềng bảo vệ phía tây nam thị trấn Đồng Đăng, do lực lượng của hai Tiểu đoàn 4 và 6, Trung đoàn 12 trấn giữ, bị Trung Quốc bao vây và tấn công dồn dập ngay từ đầu với lực lượng cấp sư đoàn. Lực lượng phòng thủ không được chi viện nhưng đã chiến đấu đến những người cuối cùng, trụ được cho đến ngày 22. Ngày cuối cùng tại Pháo Đài, nơi có hệ thống phòng thủ kiên cố nhất, không gọi được đối phương đầu hàng, quân Trung Quốc chở bộc phá tới đánh sập cửa chính, dùng súng phun lửa, thả lựu đạn, bắn đạn hóa chất độc vào các lỗ thông hơi làm thiệt mạng hầu hết thương binh cũng như dân quanh vùng đến đây lánh nạn. Tổng cộng trong trận Đồng Đăng, Trung Quốc thương vong 2.220 lính (trong đó 531 chết). Về phía Việt Nam, trong số 700 bộ đội, dân quân và công an phòng thủ tại pháo đài Đồng Đăng, chỉ có sáu người sống sót.
Ngày 19 tháng 2, Đặng Tiểu Bình trong cuộc gặp với giới ngoại giao Argentina tuyên bố đây là cuộc chiến tranh hạn chế và Trung Quốc sẽ rút quân ngay sau khi đạt được mục tiêu giới hạn.
Cùng ngày, một đoàn cố vấn quân sự cao cấp của Liên Xô do Đại tướng G. Obaturov đứng đầu tới Hà Nội hỗ trợ cho các tướng lĩnh chỉ huy của Việt Nam. Nhóm chuyên gia của Trung tướng M. Vorobevy có trách nhiệm cố vấn cho Bộ Tư lệnh lực lượng Phòng không – Không quân còn Đại tướng G. Obaturovym làm cố vấn cho Tổng Tham mưu trưởng lực lượng vũ trang Việt Nam Lê Trọng Tấn và Bộ trưởng Bộ Quốc phòng, Đại tướng Văn Tiến Dũng. Moskva yêu cầu Trung Quốc rút quân. Liên Xô cũng viện trợ gấp vũ khí cho Việt Nam qua cảng Hải Phòng.

Mặt trận Lào Cai

Đến 21 tháng 2, Trung Quốc tăng cường thêm 2 sư đoàn và tiếp tục tấn công mạnh hơn nữa. Ngày 22, các thị xã Lào Cai và Cao Bằng bị chiếm. Quân Trung Quốc chiếm thêm một số vùng tại Hà Tuyên, Cao Bằng, Lạng Sơn và Quảng Ninh. Chiến sự lan rộng tới các khu đô thị ven biển ở Móng Cái. Về phía Việt Nam, cùng lúc với việc triển khai phòng ngự quyết liệt, khoảng từ 3 đến 5 sư đoàn (gồm 30.000 quân) cũng được giữ lại để thành lập một tuyến phòng ngự cánh cung từ Yên Bái tới Quảng Yên với nhiệm vụ bảo vệ Hà Nội và Hải Phòng.
Ngày 23 tháng 2, Đặng Tiểu Bình nhắc lại tuyên bố về "cuộc chiến tranh hạn chế" và nói sẽ rút quân trong vòng 10 ngày hoặc hơn. Đây được xem là thông điệp nhằm ngăn Liên Xô can thiệp quân sự, đáp lại kêu gọi rút quân của Mỹ, xoa dịu các nước đang lo ngại về một cuộc chiến lớn hơn, và gây khó hiểu cho Việt Nam. Trong khi đó, một tuần dương hạm Sverdlov và một khu trục hạm Krivak của Liên Xô đã rời cảng từ ngày 21 tiến về phía vùng biển Việt Nam. Liên Xô cũng đã bắt đầu dùng máy bay giúp Việt Nam chở quân và vũ khí ra Bắc. Hai chuyến bay đặc biệt của Liên Xô và Bulgaria chở vũ khí, khí tài bay tới Hà Nội.
Ngày 26 tháng 2, thêm nhiều quân Trung Quốc tập kết quanh khu vực Lạng Sơn chuẩn bị cho trận chiến đánh chiếm thị xã này. Sau khi thị sát chiến trường, Bộ Tổng tham mưu Quân đội Nhân dân Việt Nam đề xuất điều động một quân đoàn từ Campuchia cùng một tiểu đoàn pháo phản lực BM-21 vừa được Liên Xô viện trợ về Lạng Sơn. Đồng thời tổ chức và huy động lại các đơn vị và các phân đội, biên chế lại một sư đoàn vừa rút lui từ chiến trường, tiến hành các hoạt động tác chiến vào sâu trong hậu phương địch.
Phi đoàn máy bay vận tải An-12 của Liên Xô đã tiến hành không vận Quân đoàn 2, Quân đội Nhân dân Việt Nam từ Campuchia về Lạng Sơn.
Ngày 25 tháng 2, tại Mai Sao, Quân đoàn 14 thuộc Quân khu 1, Quân đội Nhân dân Việt Nam cùng Bộ Chỉ huy thống nhất Lạng Sơn được thành lập, lực lượng bao gồm các Sư đoàn 3, 327, 338, 337 (đang từ Quân khu 4 ra) và sau này có thêm Sư đoàn 347 cùng các đơn vị trực thuộc khác.
Trong giai đoạn đầu đến ngày 28 tháng 2 năm 1979, quân Trung Quốc chiếm được các thị xã Lào Cai, Cao Bằng và một số thị trấn. Các cơ sở vật chất, kinh tế ở những nơi này bị phá hủy triệt để. Tuy nhiên, do vấp phải sự phòng ngự có hiệu quả của Việt Nam cũng như có chiến thuật lạc hậu so với phía Việt Nam nên quân Trung Quốc tiến rất chậm và bị thiệt hại nặng. Quân Việt Nam còn phản kích đánh cả vào hai thị trấn biên giới Ninh Minh (Quảng Tây) và Malipo (Vân Nam) của Trung Quốc, nhưng chỉ có ý nghĩa quấy rối.

### Giai đoạn 2
Giai đoạn 2 bắt đầu từ ngày 27 tháng 2. Chiến sự tập trung tại Lạng Sơn tuy giao tranh tại Lào Cai, Cao Bằng và Móng Cái vẫn tiếp diễn. Trận đánh chiếm thị xã Lạng Sơn bắt đầu lúc 6 giờ sáng cùng ngày. Trung Quốc điều tới đây thêm 2 sư đoàn từ Đồng Đăng và Lộc Bình (phía đông nam Lạng Sơn), tiếp tục đưa thêm quân mới từ Trung Quốc thâm nhập Việt Nam để tăng viện. Tại Lạng Sơn, các Sư đoàn 3, 337 của Việt Nam đã tổ chức phòng thủ chu đáo và phản ứng mãnh liệt trước các đợt tấn công lớn của quân Trung Quốc. Từ ngày 2 tháng 3, Sư đoàn 337 trụ tại khu vực cầu Khánh Khê. Sư đoàn 3 chống trả 3 sư đoàn bộ binh 160, 161, 129 cùng nhiều tăng, pháo, tiến công trên một chiều dài 20 km từ xã Hồng Phong huyện Văn Lãng đến xã Cao Lâu huyện Cao Lộc. Suốt ngày 27, ở hướng Cao Lộc, sư đoàn 129 Trung Quốc không phá nổi trận địa phòng thủ của trung đoàn 141; ở hướng đường 1B, sư đoàn 161 bị trung đoàn 12 ghìm chân; ở hướng đường 1A, trung đoàn 2 vừa chặn đánh sư đoàn 160 từ phía bắc vừa chống lại cánh quân vu hồi của sư đoàn 161 từ hướng tây bắc thọc sang. Nhưng 14 giờ ngày hôm đó, 1 tiểu đoàn Trung Quốc bí mật luồn qua phía sau bất ngờ đánh chiếm điểm cao 800, nơi đặt đài quan sát pháo binh của Sư đoàn 3 Sao Vàng. Mất điểm cao 800, thế trận phòng ngự của Việt Nam ở phía tây đường 1A từ Cốc Chủ đến điểm cao 417 bị chọc thủng. Chiếm được điểm cao 800 và Tam Lung, nhưng trong suốt các ngày từ 28 tháng 2 đến 2 tháng 3, quân Trung Quốc vẫn không vượt qua được đoạn đường 4 km để vào thị xã Lạng Sơn, tuy đã dùng cho hướng tiến công này gần 5 sư đoàn bộ binh. Sau nhiều trận đánh đẫm máu giành giật các điểm cao quanh Lạng Sơn, mà có trận quân phòng thủ Việt Nam đánh đến viên đạn cuối cùng, quân Trung Quốc bắt đầu bao vây thị xã Lạng Sơn ngày 2 tháng 3 sử dụng thêm sư đoàn 162 dự bị chiến dịch của quân đoàn 54 và dùng 6 sư đoàn tấn công đồng loạt trên nhiều hướng. Chiều ngày 4, một cánh quân Trung Quốc đã vượt sông Kỳ Cùng, chiếm điểm cao 340 và vào tới thị xã Lạng Sơn, một cánh quân khác của sư đoàn 128 Trung Quốc cũng chiếm sân bay Mai Pha, điểm cao 391 ở phía tây nam thị xã.
Đến đây, phía Việt Nam đã điều động các sư đoàn chủ lực có xe tăng, pháo binh, không quân hỗ trợ áp sát mặt trận, chuẩn bị phản công giải phóng các khu vực bị chiếm đóng. Quân đoàn 14 với các sư đoàn 337, 327, 338 hầu như còn nguyên vẹn đang bố trí quân quanh thị xã Lạng Sơn. Ngày 27 tháng 2, Quân đoàn 2 – Binh đoàn Hương Giang đang làm nhiệm vụ truy quét Khmer Đỏ tại Kampot, Kampong Som (Campuchia) cũng được lệnh cơ động gấp toàn bộ lực lượng về nước, tập kết sau lưng Quân đoàn 14.
Ngày 3 tháng 3, Quân đoàn 1 – Binh đoàn Quyết Thắng nhận lệnh cho Sư đoàn bộ binh 320B (sau này đổi thành 390 – đoàn Đồng Bằng, gồm Trung đoàn bộ binh 27, 48, 64 và Trung đoàn pháo binh 54) được tăng cường Trung đoàn bộ binh 209 (đoàn Sông Lô) thuộc Sư đoàn bộ binh 312 (đoàn Chiến Thắng) và tiểu đoàn pháo tầm xa 130 mm của Lữ đoàn pháo binh 45 (đoàn Tất Thắng) cấp tốc hành quân lên Lạng Sơn.

### Trung Quốc rút quân

Những tù binh Trung Quốc bị canh giữ bởi một nữ dân quân Việt Nam

Tối ngày 4 tháng 3, Bộ Tư lệnh Quân đoàn 5 thông qua và bắt đầu triển khai phương án mở chiến dịch phản công. Cùng thời điểm này lực lượng tăng cường của Quân đoàn 1 cũng đã hoàn tất triển khai vào vị trí chiến đấu trên tuyến Chi Lăng – Đồng Mỏ – Hữu Kiên phía nam thị xã. Trung đoàn pháo binh 204 với 3 hệ thống (36 dàn phóng hỏa tiễn 40 nòng BM-21) đã tập kết và lấy phần tử sẵn sàng khai hỏa. Quân đoàn 2 cũng thực hiện chuyển quân thần tốc bằng cả đường biển, đường bộ, đường sắt và đường không bắt đầu từ ngày 6 tháng 3, đến ngày 11 tháng 3 những đơn vị đầu tiên của quân đoàn gồm Sư đoàn bộ binh 304 (đoàn Vinh Quang), Lữ đoàn pháo binh 164 (đoàn Bến Hải), Lữ đoàn phòng không 673, tiểu đoàn trinh sát... đã về tới Hà Nội.
Các phi đội thuộc Trung đoàn không quân 917 (đoàn Đồng Tháp), 935 (đoàn Đồng Nai) và 937 (đoàn Hậu Giang) gồm 10 trực thăng UH-1, 3 máy bay trinh sát U-17, 10 máy bay cường kích A-37, 10 máy bay tiêm kích bom F-5 lần lượt được triển khai ở căn cứ Hòa Lạc, Kép, Bạch Mai và Nội Bài, cùng với các phi đội tiêm kích MiG-17, MiG-21 của Sư đoàn không quân 371 (đoàn Thăng Long) đặt trong trạng thái sẵn sàng chiến đấu cao độ. Ở phía Nam, trực thăng và máy bay vận tải của Trung đoàn không quân 916 (đoàn Ba Vì), 918 và Đoàn bay 919 Tổng cục Hàng không Dân dụng phối hợp với không quân Liên Xô vận chuyển Quân đoàn 2 ra Bắc. Đoàn bay 919 còn sử dụng máy bay vận tải Il-14 (có MiG-21 yểm hộ) bay nhiều chuyến thả dù tiếp tế cho lực lượng vũ trang Việt Nam ở khu vực xã Canh Tân – Minh Khai, Thạch An (Cao Bằng).
Ngày 5 tháng 3 năm 1979, Việt Nam ra lệnh tổng động viên toàn quốc. Trưa cùng ngày, Bắc Kinh tuyên bố đã "hoàn thành mục tiêu chiến tranh", "chiến thắng" và bắt đầu rút quân. Ngày hôm sau quân Trung Quốc rút về phía bắc sông Kỳ Cùng.
Ngày 6 tháng 3 năm 1979, Ban Bí thư Trung ương Đảng Cộng sản Việt Nam ra Chỉ thị số 69, nhận định về tình hình và đưa ra chủ trương trong điều kiện Trung Quốc rút quân. Chỉ thị này khẳng định: "Trong khi chấp nhận cho địch rút quân, chúng ta luôn luôn phải nâng cao cảnh giác, tăng cường quốc phòng, sẵn sàng giáng trả địch đích đáng, nếu chúng lật lọng, trở lại xâm lược nước ta lần nữa (...) Không được một chút mơ hồ nào đối với âm mưu cơ bản của bọn phản động Trung Quốc là thôn tính nước ta, khuất phục nhân dân ta (...) luôn luôn sẵn sàng chuẩn bị chiến đấu bảo vệ Tổ quốc, đập tan bọn xâm lược (...) cần giương cao chính nghĩa của ta, bảo vệ độc lập, tự do của Tổ quốc và bảo vệ hòa bình, xúc tiến việc hình thành mặt trận nhân dân thế giới ủng hộ, bảo vệ Việt Nam". Ngày 7 tháng 3, Việt Nam tuyên bố rằng để thể hiện "thiện chí hòa bình", Việt Nam sẽ cho phép Trung Quốc rút quân. Bộ Quốc phòng Việt Nam quyết định cho dừng chiến dịch phản công.
Mặc dù Trung Quốc tuyên bố rút quân, chiến sự vẫn tiếp diễn ở một số nơi. Dân thường Việt Nam vẫn tiếp tục bị giết, chẳng hạn như vụ thảm sát ngày 9 tháng 3 tại làng Tổng Chúp, xã Hưng Đạo, huyện Hòa An, Cao Bằng khiến 43 người thiệt mạng. Trong thời gian chuẩn bị rút quân, Trung Quốc còn phá hủy một cách có hệ thống toàn bộ các công trình xây dựng, từ nhà dân hay cột điện, tại các thị xã, thị trấn Sapa, Đồng Đăng, Lạng Sơn,... Sư đoàn 337 của Việt Nam, lên tham chiến từ ngày 2 tháng 3 tại khu vực cầu Khánh Khê ở Lạng Sơn để chi viện cho các đơn vị đang chặn đánh quân Trung Quốc. Sư đoàn này đến nơi quá muộn để thay đổi cục diện trận đánh tại Lạng Sơn, nhưng đã cùng sư đoàn 338 tổ chức phản kích đánh vào quân Trung Quốc rút lui qua ngả Chi Mã. Ngày 16 tháng 3 năm 1979, Trung Quốc tuyên bố hoàn tất việc rút quân khỏi Việt Nam.

### Việt Nam phản kích
Phía Quân đội Việt Nam để trả đũa cũng đã phản kích đánh vào các thị trấn, thị xã, huyện biên giới của Trung Quốc là Ma Lật Pha, Bằng Tường, Ninh Minh, Hà Khẩu và Đông Hưng. Sau đó rút quân về biên giới để phòng thủ. Ngày 1 tháng 3 năm 1979, AFP và Tân Hoa Xã đều xác nhận có một cuộc đột kích “cảm tử” vào phi trường Ninh Minh trong tỉnh Quảng Tây, cách xa biên giới 40 km.

## Diễn biến liên quan

### Chiến dịch dân vận của Trung Quốc
Theo truyền thống, Trung Quốc đề cao việc tuyên truyền chính trị cho binh sĩ và dân chúng của mình về chính nghĩa của họ trong việc cần thiết tiến hành cuộc chiến trừng phạt Việt Nam. Ngay từ trước khi quân Trung Quốc vượt biên giới đánh vào Việt Nam, cả hai bên đã lớn tiếng cáo buộc nhau có các hành vi gây hấn trên tuyến biên giới. Theo phía Trung Quốc, quân Việt Nam đã tiến hành hơn 1100 vụ xâm nhập trên biên giới. Đối lại, Việt Nam cho biết việc quân Trung Quốc tiến hành khiêu khích diễn ra hàng ngày. Cùng với việc quan hệ chính trị trở nên căng thẳng, số vụ xung đột vũ trang tại biên giới cũng tăng lên, từ khoảng 100 vụ năm 1974 lên tới hơn 900 vụ năm 1976. Việc Trung Quốc chiếm Hoàng Sa năm 1974 cũng như việc Việt Nam đưa quân tiếp quản Trường Sa cũng góp phần khiến nguyên nhân bất đồng giữa hai phía trở nên sâu sắc.
Trung Quốc tuyên truyền trong nhân dân rằng đây là cuộc chiến phản công chống Việt Nam để bảo vệ lãnh thổ quốc gia; tuyên truyền với quân đội rằng chiến dịch quân sự này được tiến hành để trừng phạt nhà cầm quyền Việt Nam, cụ thể là "bè lũ Lê Duẩn", và rằng quân đội cần giành được sự ủng hộ của nhân dân Việt Nam. Chiến dịch vận động quần chúng của Trung Quốc tỏ ra có kết quả với dân chúng và cán bộ Trung Quốc tại vùng biên, khiến họ có thể huy động hàng chục vạn dân công tham gia các hoạt động bảo đảm an ninh và tiếp tế cho quân đội. Hiện tại sau 34 năm vẫn có tới trên 90% người dân Trung Quốc quan niệm rằng, năm 1979 Quân đội Nhân dân Việt Nam đã vượt biên giới sang tấn công Trung Quốc và bắt buộc Trung Quốc phải tự vệ đánh trả, cuộc chiến 1979 chỉ là cuộc phản công trước sự xâm lược của Việt Nam.
Đối với dân thường Việt Nam, Trung Quốc bỏ ra nhiều công sức tuyên truyền lôi kéo người dân vùng biên, đặc biệt là với các dân tộc thiểu số sống vắt qua biên giới hai nước như Tày, Nùng (ở Trung Quốc gọi là dân tộc Choang), Dao, H'Mông và các nhóm người thiểu số gốc Hoa. Kết quả là trong ngày đầu của cuộc chiến, có nơi, quân Trung Quốc đã được dẫn vòng qua đồn biên phòng tiến sâu vào đất Việt Nam mà không bị phát hiện. Phục vụ công tác dân vận tại các khu vực chiến sự, Trung Quốc còn thành lập các đơn vị đặc biệt mà nhiệm vụ chủ yếu là tổ chức cũng như kiểm tra hoạt động của các đội vận động quần chúng trong tất cả các đơn vị quân. Theo đó, quân Trung Quốc tiến sang Việt Nam phải giảm tối thiểu những hành động gây xáo trộn, phiền hà đến dân chúng, tôn trọng phong tục tập quán, tài sản, cung cấp gạo, muối, dầu thắp, thuốc chữa bệnh... cho dân cư bản địa. Chính sách này được một số đơn vị Trung Quốc ở vùng Lào Cai thực hiện.
Tuy nhiên, quân Trung Quốc đã thực hiện nhiều hành động phá hủy cơ sở hạ tầng, ngay cả sau khi đã tuyên bố rút quân. Hầu hết các thị xã, thị trấn mà Trung Quốc chiếm được đều bị phá hủy một cách có hệ thống. Tại thị xã Cao Bằng, quân Trung Quốc dùng thuốc nổ phá sập bất cứ công trình gì từ công sở đến bưu điện, từ bệnh viện đến trường học, từ chợ đến cầu. Tại Đồng Đăng, quân Trung Quốc lấy đi tất cả những gì có thể mang theo, từ xe đạp cho đến thanh ray tàu hỏa, những gì không mang được đều bị đập phá. Tại thị xã Cam Đường trên bờ sông Hồng, cách biên giới khoảng 10 km, ngoài việc phá hủy thị xã, quân Trung Quốc còn cho đốt cả mỏ apatit.
O'Dowd tổng kết là chính sách dân vận của quân Trung Quốc tỏ ra không thành công đối với người dân Việt Nam. Ông lý giải rằng "người Việt Nam rất yêu nước, thấm nhuần tư tưởng chính trị, giỏi chịu đựng, không dễ bị lung lạc,..." Ngoài ra, những hành động tàn phá, giết chóc dân thường, cũng như ngược đãi tù binh của quân Trung Quốc đã gây hại cho nỗ lực dân vận của họ. Những hoạt động này một phần là do binh lính Trung Quốc sang Việt Nam bị sốc vì sự khốc liệt, sức kháng cự của quân đội Việt Nam cũng như của dân bản địa, một phần nằm trong các phá hoại có kế hoạch và tổ chức, ví dụ như tại thị xã Lạng Sơn. Hoạt động lôi kéo người thiểu số tại biên giới của Trung Quốc cũng không đạt được kết quả mong đợi. Khi quân Trung Quốc từ quân khu Vân Nam rút về nước, tất cả những điệp viên và quân du kích người thiểu số mà họ gây dựng được khi chiếm đóng các khu vực biên giới trong thời gian chiến dịch đều bị lực lượng an ninh Việt Nam bắt giữ và xử tử.
Chiến tranh tâm lý của Trung Quốc với các lực lượng phòng thủ của Việt Nam cũng thất bại. Trong suốt cuộc chiến, không có đơn vị nào của Việt Nam không đánh trả quyết liệt quân Trung Quốc. Quân Trung Quốc cuối cùng cũng hiểu rằng ngoài việc sử dụng sức mạnh quân sự, họ không có hy vọng giành thắng lợi trong chiến tranh tuyên truyền chính trị.

### Chiến dịch hỗ trợ Việt Nam của Liên Xô
Vào năm 1979, trước việc Trung Quốc tấn công Việt Nam, Liên Xô đã khẳng định kiên quyết: Quân đội và nhân dân Xô Viết sẵn sàng sử dụng các giải pháp cuối cùng để thực hiện nghĩa vụ quốc tế của mình với đồng minh Việt Nam.
Ngày 18 tháng 2 năm 1979, Liên Xô ra tuyên bố ủng hộ cuộc chiến đấu của Việt Nam: “Nhân dân Việt Nam anh hùng, lại vừa trở thành nạn nhân của cuộc xâm lược hôm nay, có đủ khả năng để quật khởi cho chính họ một lần nữa, và hơn thế họ có những người bạn tin cậy được. Liên Xô sẽ nghiêm chỉnh tôn trọng những cam kết theo Hiệp ước Hữu nghị và Hợp tác giữa Liên bang Cộng hòa Xã hội chủ nghĩa Xô viết và Cộng hòa Xã hội chủ nghĩa Việt Nam”.
Ý định bảo vệ Việt Nam của Liên Xô là hết sức nghiêm túc nhưng nếu cuộc tấn công của Trung Quốc vẫn nằm trong phạm vi đối phó của Việt Nam thì Liên Xô sẽ không can thiệp quân sự, chỉ khi Trung Quốc tiếp tục leo thang chiến tranh, ví dụ như uy hiếp Hà Nội và Hải Phòng, hoặc đồn trú lâu dài trên những vùng đất chiếm được, thì Liên Xô mới tham gia giải quyết xung đột. Mặc dù không có một tuyên bố chính thức nào đưa ra, nhưng Việt Nam sẽ không nhờ Liên Xô can thiệp quân sự trực tiếp, bởi truyền thống lịch sử của Việt Nam chưa bao giờ cầu viện bất cứ nước nào giúp đánh đuổi ngoại xâm. Tinh thần tự tôn của Việt Nam là một yếu tố quan trọng khiến Liên Xô không can thiệp quân sự nếu cuộc chiến vẫn nằm trong phạm vi kiểm soát được, họ sẽ chỉ can thiệp trực tiếp nếu Việt Nam không còn khả năng chống trả (ví dụ như nếu Trung Quốc sử dụng vũ khí hạt nhân để hủy diệt lãnh thổ Việt Nam.)
Liên Xô đã cung cấp cho Việt Nam một số thông tin quân sự thu được từ vệ tinh do thám. Ngày 19 tháng 2 năm 1979, một nhóm các cố vấn quân sự của Liên Xô do đại tướng Gennady Obaturov dẫn đầu tới Hà Nội.
Ngay sau khi chiến tranh biên giới Trung – Việt bùng nổ, Liên Xô đã viện trợ khẩn cấp cho phòng không và lục quân Việt Nam. Trong giai đoạn từ khi cuộc xung đột bắt đầu (giữa tháng 2) đến cuối tháng 3 năm 1979, bằng đường thủy, Liên Xô đã hỗ trợ cho Việt Nam 400 tổ hợp tên lửa phòng không vác vai SA-7 “Strela-2M”, 30 tổ hợp phòng không tự hành ZSU-23-4 Shilka, 50 máy bay tiêm kích MiG-21bis, 50 dàn phóng pháo phản lực 40 nòng cỡ 122mm BM-21, hơn 100 cỗ pháo cao xạ, 800 súng chống tăng bộ binh. Trong thời gian diễn ra xung đột, các tàu vận tải Liên Xô và các nước Xã hội chủ nghĩa khác liên tục cập cảng Hải Phòng để dỡ hàng quân sự cho Việt Nam. Trong giai đoạn từ năm 1979 đến 1982, Liên Xô đã viện trợ 14 tổ hợp tên lửa phòng không S-75M “Volga” và 526 quả tên lửa V-755 (B-755). Từ năm 1984 đến năm 1987, Liên Xô chuyển giao tiếp 14 biến thể tổ hợp tên lửa phòng không hiện đại hơn là S-75M3 cùng 866 quả đạn V-759 (B-759). Liên Xô cũng viện trợ 40 tổ hợp tên lửa S-125 “Pechora” và 1.788 quả tên lửa V-601 PD (В-601ПД) cùng trong giai đoạn nói trên.
Từ ngày 12 đến ngày 26 tháng 3, với mục đích tạo áp lực quân sự lên Trung Quốc theo quyết định của Ban Chấp hành Trung ương Đảng Cộng sản Liên Xô, trên tất cả các quân khu vùng biên giới phía Đông, trên lãnh thổ Mông Cổ và trên Thái Bình Dương đã tiến hành cuộc diễn tập hiệp đồng quân binh chủng và diễn tập hải quân có sử dụng đạn thật. Trong cuộc diễn tập lớn nhất lịch sử quân sự có sử dụng lực lượng của 20 sư đoàn binh chủng hợp thành và không quân với 200 nghìn quân nhân, 2.600 xe tăng, 900 máy bay và 80 chiến hạm. Kế hoạch diễn tập đã tiến hành tổ chức các cụm chủ lực không quân công kích trên các quân khu gần biên giới Trung Quốc.
Sư đoàn đổ bộ đường không từ Tula được vận chuyển vào khu vực Chita trên quãng đường dài 5.500 km bằng máy bay vận tải quân sự một đợt bay trong thời gian 2 ngày. Các trung đoàn máy bay chiến đấu từ lãnh thổ của Ucraina và Belarusia được cơ động trực tiếp đường không đến các sân bay của Mông Cổ. Trên các vùng biển phía Đông và Nam Trung Quốc, gần 50 chiến hạm của Liên Xô, trong đó có 6 tàu ngầm, tiến hành các hoạt động sẵn sàng chiến đấu và đồng loạt triển khai diễn tập các hoạt động tác chiến nhằm tiêu diệt lực lượng hải quân đối phương. Riêng vùng biển Primorie tiến hành diễn tập đổ bộ đường biển.
Trong tiến trình diễn tập, có những khoảng thời gian có tới 10 trung đoàn không quân tuyến 1 (đội hình chiến đấu) hoạt động. Các kíp bay đã bay tổng cộng 5.000 giờ, đã sử dụng tới 1.000 quả bom và tên lửa trong diễn tập bắn đạn thật. Những đợt diễn tập lớn nhất được thực hiện tại Mông Cổ, với sự tham gia của 6 sư đoàn Bộ binh cơ giới và tăng-thiết giáp, 3 trong số các đơn vị được điều động từ Siberia và Zabaikalia.
Hai hoạt động trợ giúp quân sự đáng kể nhất của Liên Xô là giúp hỗ trợ vận chuyển hàng không quân đội Việt Nam từ biên giới Tây Nam về phía Bắc và triển khai một số tàu chiến ngăn chặn tàu Mỹ ở Biển Đông vào những tuần đầu tháng 3. Trong không đầy một tháng, Liên Xô đã tiến hành cơ động 20 nghìn quân của Việt Nam, hơn 1.000 đơn vị trang thiết bị chiến đấu, 20 máy bay quân sự và máy bay trực thăng, hơn 3 nghìn tấn vũ khí trang bị, đạn và cơ sở vật chất phục vụ chiến tranh từ Campuchia trở về miền Bắc Việt Nam. Trong giai đoạn đầu tiên của cuộc xung đột đến tháng 3 năm 1979, theo đường vận tải biển, Liên Xô đã chuyển đến Việt Nam hơn 400 xe tăng và xe thiết giáp, xe bộ binh cơ giới, 400 khẩu pháo và súng cối, 50 tổ hợp pháo phản lực Grad BM-21, hơn 100 khẩu pháo phòng không, 400 tổ hợp tên lửa phòng không vác vai và hàng nghìn tên lửa, 800 súng chống tăng RPG-7, 20 máy bay tiêm kích.
Trữ lượng xăng dầu tiêu hao trong thời gian thực hiện các hoạt động diễn tập và giúp đỡ Việt Nam, Bộ Quốc phòng Liên Xô đã phải mất hai năm để phục hồi lại dự trữ. Trong báo cáo tổng kết ghi nhận "Quân đội Liên bang Xô viết đã chứng minh được khả năng sẵn sàng chiến đấu cao nhất, đáp ứng được những yêu cầu tác chiến hiện đại và sẵn sàng hoàn thành nhiệm vụ bảo vệ Tổ quốc và thực hiện nghĩa vụ quốc tế".

## Phản ứng quốc tế

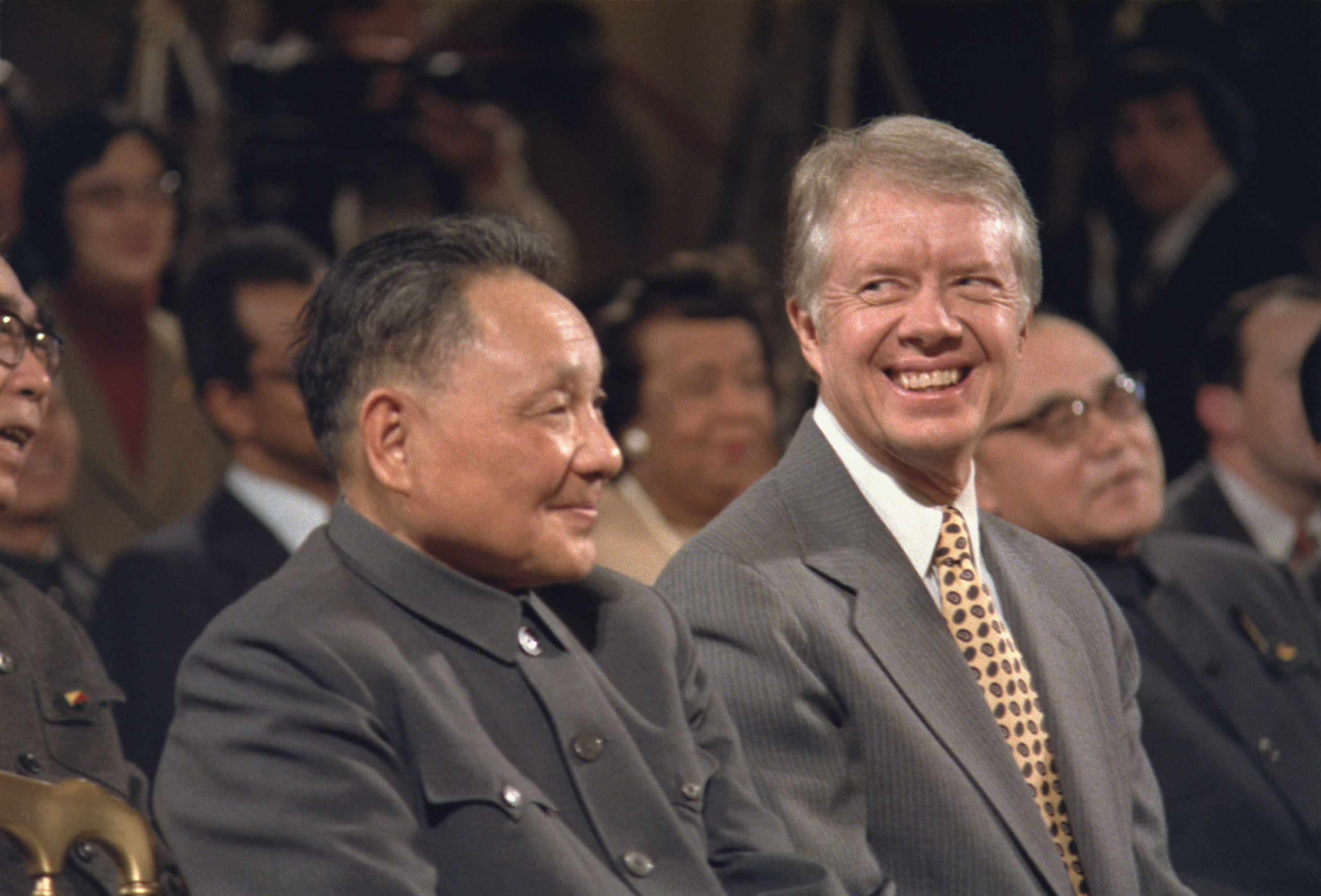
Đặng Tiểu Bình (bên trái) và Tổng thống Mỹ Jimmy Carter trong một buổi lễ ngày 31 tháng 1 năm 1979

Ngay khi cuộc chiến nổ ra, Hoa Kỳ tuyên bố giữ vị trí trung lập và kêu gọi "sự rút quân lập tức của Việt Nam khỏi Campuchia và Trung Quốc khỏi Việt Nam", nói rằng "việc Trung Quốc xâm lược Việt Nam là sự tiếp nối của việc Việt Nam xâm lược Campuchia". Nhưng theo đánh giá của Nayan Chanda, Hoa Kỳ đã là quốc gia phương Tây duy nhất gần như ủng hộ cuộc xâm lược Việt Nam của Trung Quốc; trái với lời lên án việc Việt Nam tiến đánh Khmer Đỏ là "một mối đe dọa cho hòa bình và ổn định trong khu vực", tuyên bố của Mỹ về cuộc tấn công của Trung Quốc có hàm ý bào chữa rằng "việc Trung Quốc thâm nhập biên giới Việt Nam là kết quả của việc Việt Nam xâm lược Campuchia". Ngoài Hoa Kỳ thì đa số các quốc gia phương Tây phản đối mạnh mẽ hành động quân sự của phía Trung Quốc, sự cô lập này đã ảnh hưởng khá lớn tới chính sách ngoại giao bước đầu mở cửa của Bắc Kinh khi đó.
Ngày 18 tháng 2, Chính phủ Liên Xô ra tuyên bố lên án Trung Quốc xâm lược Việt Nam: "Việc Trung Quốc tiến công xâm lược Việt Nam chứng tỏ một lần nữa rằng, Bắc Kinh có thái độ vô trách nhiệm biết nhường nào đối với vận mệnh của hòa bình và Ban Lãnh đạo Trung Quốc sử dụng vũ khí một cách tùy tiện, đầy tội ác biết nhường nào!... Những hành động xâm lược đó trái với những nguyên tắc của Liên Hợp Quốc, chà đạp thô bạo luật pháp quốc tế, càng vạch trần trước toàn thế giới chính sách bành trướng của Bắc Kinh ở Đông Nam Á". Liên Xô viện dẫn hiệp định ký với Việt Nam, thúc giục Trung Quốc "ngừng trước khi quá muộn" và đòi Trung Quốc rút quân lập tức và toàn bộ. Trong thời gian xảy ra cuộc chiến, Liên Xô đã lên án cuộc tấn công của Trung Quốc là "hành động man rợ bất chấp đạo lý của kẻ cướp", đòi Trung Quốc lập tức chấm dứt "cuộc chiến tranh xâm lược", và cảnh báo Trung Quốc về lòng trung thành của Liên Xô đối với Hiệp ước hữu nghị và hợp tác Liên Xô Việt Nam. Ngoài ra, Liên Xô không có hành động can thiệp quân sự mà chỉ hỗ trợ vận chuyển bằng hàng không, triển khai hải quân ngoài bờ biển Việt Nam và tăng cường gửi cố vấn và chuyên gia quân sự sang Việt Nam nhằm tránh đổ vỡ quan hệ vốn đã căng thẳng với Trung Quốc. Liên Xô cũng cảnh báo Trung Quốc về việc đặt các lực lượng vũ trang Xô Viết ở Siberia vào tình trạng sẵn sàng chiến đấu số 1 đồng thời cung cấp cho Việt Nam các thông tin quân sự thu được từ vệ tinh do thám. Bản thân chính quyền Hà Nội, vốn giữ chiến thuật phòng thủ trong cuộc chiến, cũng từ chối sự tham gia của các phi công Liên Xô vào các trận đánh. Do không tham gia về quân sự, ngày 10 tháng 3, Liên Xô hứa sẽ tăng viện trợ quân sự cho Việt Nam.
Đêm hôm Trung Quốc tuyên bố rút quân, Cuba cảnh báo Trung Quốc là nước này sẽ hỗ trợ Việt Nam, kể cả việc đưa quân đến nếu cần. Sau khi biết tin Trung Quốc rút quân, nhật báo Pravda của Liên Xô cũng đưa ra bình luận rằng "Liên Xô hiểu được dã tâm của Bắc Kinh vì vậy đã không đáp lại những khiêu khích quân sự của Trung Quốc với mục đích duy nhất là làm leo thang căng thẳng giữa Liên Xô và Hoa Kỳ".
Tại Liên Hợp Quốc, tranh cãi kịch liệt xảy ra xung quanh vấn đề an ninh ở Đông Nam Á. Hai sự kiện Việt Nam đánh vào Campuchia lật đổ chế độ Khmer Đỏ và Trung Quốc đánh vào Việt Nam cùng được đưa ra bàn luận. Hội đồng Bảo an bị chia rẽ sâu sắc sau các cuộc họp vào các ngày cuối tháng 2. Các nước ASEAN muốn tất cả các lực lượng quân sự nước ngoài rút quân về nước. Mỹ ủng hộ lập trường này. Liên Xô tuyên bố không ủng hộ bất cứ nghị quyết nào không lên án Trung Quốc và đòi Trung Quốc rút quân. Ngày 23 tháng 2, Liên Xô cùng Tiệp Khắc đưa dự thảo nghị quyết trong đó lên án Trung Quốc xâm lược, đòi Trung Quốc rút quân và bồi thường chiến tranh cho Việt Nam, và kêu gọi cấm vận vũ khí đối với Trung Quốc. Còn Trung Quốc thì chỉ trích Liên Xô "khuyến khích Việt Nam tấn công Trung Quốc và xâm lược Campuchia". Ngày 24 tháng 2, Trung Quốc đưa dự thảo nghị quyết đòi Việt Nam "lập tức rút quân hoàn toàn khỏi Campuchia". Cuối cùng, Liên Hợp Quốc không đi đến được một nghị quyết nào.
- Lên án Trung Quốc, và ủng hỗ trợ Việt Nam:
  Liên Xô,  Cuba,  Ba Lan,  Đông Đức,  Tiệp Khắc,  Hungary,  Bulgaria,  Albania,  Mông Cổ,  Afghanistan,  Ethiopia,  Angola,  Mozambique,  Cộng hòa Nhân dân Campuchia và các quốc gia đồng minh của Liên Xô
- Lấy làm tiếc và yêu cầu Trung Quốc rút quân:
  Lào,  Miến Điện,  Ấn Độ
- Phản đối hành động quân sự của Việt Nam và Trung Quốc:
  Thụy Điển,  Canada,  New Zealand
- Yêu cầu Trung Quốc rút quân khỏi Việt Nam, Việt Nam rút quân khỏi Campuchia:
  Nhật Bản,  Thái Lan,  Malaysia,  Singapore,  Indonesia,  Philippines,  Iraq,  Bắc Yemen,  Đan Mạch,  Phần Lan,  Na Uy,  Anh,  Hà Lan,  Italy,  Nam Tư,  Romania,  Hoa Kỳ,  Australia
- Lấy làm tiếc với Việt Nam và Trung Quốc, hy vọng Việt Nam và Campuchia có thể được tự quyết định vận mệnh của mình:
  Tây Đức,  Áo,  Thụy Sĩ,  Bỉ,  Luxembourg,  Pháp,  Tây Ban Nha,  Hy Lạp
- Kêu gọi thương lượng:
  Bangladesh,  Síp,  Iceland,  Ireland,  Ai Cập,  Libya,  Mali,  Madagascar
- Không tuyên bố công khai:
  Bồ Đào Nha
- Hỗ trợ Trung Quốc:
  Campuchia Dân chủ

## Kết quả
Tuy Việt Nam và Trung Quốc đều tuyên bố chiến thắng trong cuộc chiến nhưng cả hai bên đều phải chịu thiệt hại nặng nề về người và tài sản. Cuộc chiến đặc biệt để lại nhiều tác hại lớn cho phía Việt Nam, đặc biệt là nền kinh tế. Ngoài các thương vong về con người, tổn thất cụ thể về cơ sở vật chất hạ tầng ở 6 tỉnh biên giới bị phá hủy do trận chiến, Việt Nam còn phải gánh chịu nhiều khó khăn, thiệt hại do thái độ và chính sách thù địch, vây hãm mà Trung Quốc và đồng minh của Trung Quốc gây ra trên các mặt trận quân sự, kinh tế, ngoại giao,...

### Thương vong và thiệt hại
Tướng Ngũ Tu Quyền, Phó Tổng Tư lệnh Quân Giải phóng Trung Quốc, tuyên bố rằng số quân Việt Nam bị chết và bị thương là 50.000, trong khi con số tương ứng của Trung Quốc là 20.000. Một nguồn khác của Trung Quốc thống kê tổn thất của quân Trung Quốc là 8.531 chết và khoảng 21.000 bị thương.
Theo nhà sử học Gilles Férier thì có khoảng 25.000 lính Trung Quốc thiệt mạng và gần 500 xe bọc thép hoặc pháo bị phá hủy, con số này phía Việt Nam cũng là gần tương tự nhưng thấp hơn một chút. Russell D. Howard cho rằng quân Trung Quốc thương vong 60.000 người, trong đó số chết là 26.000, một số nguồn khác cũng đồng ý với con số thương vong ít nhất khoảng 50.000 của phía Trung Quốc. Nguồn của King Chen nói rằng riêng tại các bệnh viện lớn ở Quảng Tây đã có ít nhất 30.000 thương binh Trung Quốc.
Tháng 4 năm 1979, báo Quân đội Nhân dân của Việt Nam ước lượng tổng thương vong của quân Trung Quốc là 62.500 người. Phía Việt Nam có hàng nghìn dân thường chết và bị thương, theo tạp chí Time thì có khoảng dưới 10.000 lính Việt Nam thiệt mạng (con số này phía Trung Quốc là trên 20.000). Phía Trung Quốc bắt được khoảng 1.600 tù binh trong tổng số hơn 50.000 quân Việt Nam tham chiến tại mặt trận Lào Cai, Cao Bằng, Lạng Sơn.
Theo tuyên bố của Việt Nam, kết quả chiến đấu của họ như sau:
- Mặt trận Lạng Sơn: diệt 19.000 lính Trung Quốc, phá hủy 76 xe tăng, xe thiết giáp và 52 xe quân sự, 95 khẩu pháo cối và giàn phóng hỏa tiễn, tiêu diệt và đánh thiệt hại nặng 3 trung đoàn, 4 tiểu đoàn (có hơi khác biệt so với ký sự Sư đoàn Sao Vàng). Về phía Việt Nam tại mặt trận này, sư đoàn 3 bị tổn thất khoảng 660 chết và 840 bị thương, sư đoàn 337 tổn thất khoảng 650 tử trận, sư đoàn 338 tổn thất khoảng 260 tử trận, sư đoàn 327 chưa có số liệu. 20 cá nhân và 14 đơn vị được phong tặng danh hiệu Anh hùng Lực lượng vũ trang nhân dân, Quân đoàn 5 được mang danh hiệu “Binh đoàn Chi Lăng”, Sư đoàn 337 được tặng danh hiệu “Sư đoàn Khánh Khê”.[113]
- Mặt trận Cao Bằng: diệt 18.000 lính Trung Quốc, phá hủy 134 xe tăng, thiết giáp và 23 xe quân sự, tiêu diệt và đánh thiệt hại nặng 7 tiểu đoàn. 5 cá nhân và 17 đơn vị đã được phong tặng danh hiệu Anh hùng Lực lượng vũ trang nhân dân. Sư đoàn 311 được mang danh hiệu “Sư đoàn Đông Khê”; Trung đoàn 567 được nhân dân địa phương tặng danh hiệu “Trung đoàn Khâu Chỉa”, “Trung đoàn Phục Hòa”.[113]
- Mặt trận Hoàng Liên Sơn (Lào Cai): diệt 11.500 lính Trung Quốc, phá hủy 66 xe tăng, thiết giáp và 189 xe quân sự, tiêu diệt và đánh thiệt hại nặng 4 tiểu đoàn. 12 cá nhân và 6 đơn vị được phong tặng danh hiệu Anh hùng Lực lượng vũ trang nhân dân.[114]
- Mặt trận Quảng Ninh, Lai Châu và Hà Tuyên (Hà Giang): diệt 14.000 lính Trung Quốc, phá hủy 4 xe tăng, thiết giáp, 6 xe quân sự, tiêu diệt và đánh thiệt hại nặng 3 tiểu đoàn. 11 cá nhân và 6 đơn vị chiến đấu trên hướng Lai Châu, 2 cá nhân và 5 đơn vị chiến đấu trên hướng Quảng Ninh, 1 cá nhân và 1 đơn vị công an biên phòng tại Hà Tuyên được phong tặng danh hiệu Anh hùng Lực lượng vũ trang nhân dân.
- Tỉ lệ tử vong hỏa tuyến trong nhưng ngày đầu chiến tranh khá cao (thương binh 5,7% trong 30 ngày chiến đấu) do không đảm bảo về vận tải, quân y và sơ cứu. Tình hình tốt hơn từ tuyến quân y trung đoàn và các tuyến sau.[115]

Theo nguồn của Trung Quốc, tại mặt trận Lạng Sơn, họ bị tổn thất 1.271 lính tử trận và 3.779 lính bị thương. Tại mặt trận Lào Cai, họ bị tổn thất 7.886 lính (bao gồm 2.812 tử trận). Chưa có thống kê chi tiết của Trung Quốc về thương vong tại mặt trận Cao Bằng, Đông Khê và Móng Cái.
Cuộc chiến cũng đã gây ra những thiệt hại nặng nề về kinh tế cho Việt Nam: các thị xã Lạng Sơn, Cao Bằng, thị trấn Cam Đường bị hủy diệt hoàn toàn, 320/320 xã, 735/904 trường học, 428/430 bệnh viện, bệnh xá, 41/41 nông trường, 38/42 lâm trường, 81 xí nghiệp, hầm mỏ và 80.000 ha hoa màu bị tàn phá, 400.000 gia súc bị giết và bị cướp. Khoảng một nửa trong số 3,5 triệu dân bị mất nhà cửa, tài sản và phương tiện sinh sống. Để được Liên Xô tăng cường viện trợ, từ 27 tháng 3 năm 1979, Việt Nam quyết định cho tàu quân sự Liên Xô đóng ở cảng Cam Ranh. Về phía Trung Quốc, cuộc chiến ngắn ngày đã tiêu tốn của nước này khoảng 1,3 tỷ USD và làm ảnh hưởng lớn tới quá trình cải tổ kinh tế.
Về lâu dài, cuộc chiến mở đầu cho hơn 10 năm căng thẳng trong quan hệ và xung đột vũ trang dọc biên giới giữa hai quốc gia, buộc Việt Nam phải thường xuyên duy trì một lực lượng quân sự khổng lồ dọc biên giới, gây hậu quả xấu đến nền kinh tế. Sinh hoạt và sản xuất của người dân vùng biên giới bị ảnh hưởng nghiêm trọng. Ngoài ra, nhiều cột mốc biên giới cũng bị quân Trung Quốc phá hủy, gây khó khăn cho việc hoạch định biên giới sau này.

### Đánh giá
Cả Việt Nam và Trung Quốc đều tuyên bố chiến thắng.
- Phía Việt Nam: Lời nói đầu Hiến pháp Việt Nam năm 1980 khẳng định "Vừa trải qua ba mươi năm chiến tranh giải phóng, đồng bào ta thiết tha mong muốn có hoà bình để xây dựng Tổ quốc, nhưng lại phải đương đầu với bọn bá quyền Trung Quốc xâm lược cùng bè lũ tay sai của chúng ở Cam-pu-chia. Phát huy truyền thống vẻ vang của dân tộc, quân và dân ta đã giành được thắng lợi oanh liệt trong hai cuộc chiến tranh bảo vệ Tổ quốc chống bọn phản động Cam-pu-chia ở biên giới Tây Nam và chống bọn bá quyền Trung Quốc ở biên giới phía Bắc, bảo vệ độc lập, chủ quyền, thống nhất và toàn vẹn lãnh thổ của mình".[118]
- Phía Trung Quốc: Đặng Tiểu Bình khẳng định mặc dù có nhiều thất bại về quân sự nhưng Trung Quốc "đã đạt được chiến thắng về chính trị và chiến thắng chung cuộc". Ông còn khẳng định quân Trung Quốc "đã có thể tiến thẳng tới Hà Nội nếu muốn". Quan điểm ít phổ biến hơn là của Trần Vân (Phó Thủ tướng, một trong 5 nhân vật quan trọng nhất của Đảng Cộng sản Trung Quốc, cùng với Mao Trạch Đông, Lưu Thiếu Kỳ, Chu Ân Lai và Chu Đức) cho rằng việc chiếm được Hà Nội không phục vụ được mục đích gì cả, cuộc chiến sẽ có chi phí nặng nề quá sức chịu đựng nếu kéo dài thêm 6 tháng nữa, và vì lý do tài chính không nên lặp lại một cuộc chiến không phân thắng bại như vậy.[106]

Trong bài phát biểu của Đặng Tiểu Bình tại hội nghị quân chính nội bộ ngày 16 tháng 4 năm 1979 (sau khi rút quân về nước 1 tháng), Đặng Tiểu Bình chỉ trích gay gắt các quan chức chính quyền và các lãnh đạo quân đội về những sai lầm trong chiến dịch: "Đánh lần này vũ khí, quân số đều gấp mấy lần Việt Nam. Chiến đấu ở Cao Bằng chí ít là 5 đánh 1, 6 đánh 1. Chiến đấu ở Lạng Sơn, Lào Cai cũng đều gấp mấy lần, thậm chí 6 đánh 1, 7 đánh 1…" nhưng "…thương vong của chúng ta gấp 4 lần so với Việt Nam. Thần thoại của chúng ta đã bị hủy diệt” (ý nói về uy thế của Quân Giải phóng Nhân dân Trung Quốc).
Tướng Trương Chấn – Chủ nhiệm Tổng bộ Hậu cần – nhớ lại rằng vấn đề tồi tệ nhất gặp phải trong giai đoạn Trung Quốc chuẩn bị chiến đấu là sự thiếu đạn dược và chất lượng kém. Kiểm tra ban đầu cho thấy rằng không ít đạn pháo xịt và 1/3 số lựu đạn lép. Trong cuộc chiến, trung bình mỗi ngày quân Trung Quốc tiêu thụ đạn dược và nhiên liệu là 700 tấn cho mỗi loại. Tính tổng cộng cả cuộc chiến, Trung Quốc đã sử dụng tới 1,06 triệu quả đạn pháo, 23,8 ngàn tấn đạn, 55 triệu viên đạn cá nhân và nhiều loại trang bị cá nhân. Với một số lượng đáng kể các thiết bị kỹ thuật quân sự, Trung Quốc bị thiếu kỹ sư bảo trì. Do thiếu xe vận tải và đường sá kém, Trung Quốc phải huy động hàng chục vạn dân công nhưng vẫn không vận chuyển kịp hàng hóa, hệ thống cung cấp luôn trong tình trạng quá tải, làm giảm đáng kể hiệu quả chiến đấu của binh lính và vũ khí trên chiến trường.
Henry Kissinger đánh giá về cuộc chiến tranh này: "Yếu tố ý thức hệ đã biến mất khỏi xung đột. Các trung tâm quyền lực của phong trào cộng sản cuối cùng đã tiến hành chiến tranh giành thế cân bằng quyền lực không phải căn cứ vào ý thức hệ mà hoàn toàn xuất phát từ lợi ích dân tộc".
Theo đánh giá của tác giả King C. Chen, quân Trung Quốc có lẽ đã đạt được 50–55% các mục tiêu có giới hạn của mình. Bên cạnh thành công trong việc bám theo được khá sát các kế hoạch tiến quân và rút quân, quân Trung Quốc đã không đạt được kết quả như các mục tiêu đã công bố: họ đã không tiêu diệt được sư đoàn nào của Việt Nam; không chấm dứt được xung đột có vũ trang tại vùng biên giới; không buộc được Việt Nam rút quân khỏi Campuchia; không gây được ảnh hưởng lên chính phủ Việt Nam trong vấn đề Hoa kiều.
Điểm yếu của quân Trung Quốc là vũ khí và phương tiện lạc hậu. Ngoài ra, họ đánh giá thấp sức mạnh quân sự của Việt Nam. Cuối tháng 12 năm 1978, Thứ trưởng Bộ Quốc phòng Trung Quốc Túc Dụ báo cáo tại Kì họp thứ ba của Đảng Cộng sản Trung Quốc rằng chỉ cần dùng một phần lực lượng của các quân khu Quảng Châu và Côn Minh là đủ để đánh chiếm Hà Nội trong vòng 1 tuần. Trong thực tế, quân Trung Quốc đã cần tới 16 ngày với 10 sư đoàn từ 6 quân khu (lực lượng bằng tổng hai quân khu Quảng Châu và Côn Minh) để đánh chiếm thị xã Lạng Sơn, một thị xã chỉ cách biên giới 15 km và còn cách xa Hà Nội tới 135 km. Trung bình mỗi ngày quân Trung Quốc chỉ tiến được 0,9 km và họ đã mất 16 ngày chỉ để chiếm được 1/10 quãng đường tới Hà Nội. Sự thiếu kinh nghiệm chiến đấu và tinh thần kém cũng nằm trong các điểm yếu của quân Trung Quốc.
Về quân sự, tác giả Edward C. O'Dowd đánh giá rằng quân Trung Quốc đã thể hiện trình độ chiến đấu kém trong cuộc chiến. Tại Lạng Sơn, 2 quân đoàn Trung Quốc đã bị một trung đoàn Việt Nam cầm chân trong 1 tuần, một quân đoàn khác cần đến 10 ngày để lấy Lào Cai và Cam Đường – hai đô thị cách biên giới không đến 15 km. Trung Quốc chiếm Cao Bằng vất vả đến mức cần ít nhất 2 quân đoàn để tiếp tục tấn công một thị xã mà Trung Quốc tuyên bố đã chiếm được. Tại Quảng Ninh, một trung đội Việt Nam đã cầm chân 5 tiếng đồng hồ một trung đoàn Trung Quốc đang trên đường chiếm núi Cao Ba Lanh giáp biên giới, gây thương vong cho 360 trong quân số 2.800 của trung đoàn này. Những tổn thất nhân mạng như vậy lặp lại trên toàn mặt trận và đem lại ít hiệu quả. Quân Trung Quốc đã không sử dụng được số quân đông một cách hiệu quả bằng các chiến thuật thích hợp và do đó không thể đạt được tốc độ hành binh như mong muốn của chiến lược "đánh nhanh thắng nhanh" . Đây là hậu quả của sự lạc hậu về chiến thuật tác chiến của quân đội Trung Quốc vốn gần như không được cải thiện kể từ sau chiến thuật biển người ở chiến tranh Triều Tiên những năm 1950. Thất bại về mặt chiến thuật đã buộc Quân ủy Trung ương Đảng Cộng sản Trung Quốc đẩy mạnh quá trình hiện đại hóa quân đội nước này.
Trên phương diện quan hệ quốc tế, cuộc chiến Việt – Trung cho thấy rằng Trung Quốc, với sự ủng hộ từ phía Hoa Kỳ, sẵn sàng can thiệp quân sự vào Việt Nam – một quốc gia cộng sản từng là đồng minh trong nhiều năm. Kết quả chiến tranh cũng cho thấy Việt Nam đủ sức chống lại sự can thiệp quân sự đó mà không phải điều động quân chủ lực từ biên giới Tây Nam và miền Nam Việt Nam. Những sự kiện từ cuộc chiến cho thấy mối quan hệ ngoại giao phức tạp Liên Xô – Trung Quốc – Việt Nam với kết quả là Trung Quốc không thể tung toàn bộ lực lượng vào cuộc chiến nhằm "dạy cho Việt Nam một bài học" vì chịu sức ép từ phía Liên Xô, đồng thời Liên Xô cũng không sẵn sàng tung quân đội vào tham chiến bảo vệ đồng minh mà chỉ tập trung viện trợ kinh tế, quân sự. Điều này đã khiến cho rất nhiều người Việt Nam sau đó nghi ngờ về đồng minh Liên Xô cũng như đối với Liên Xô thật sự là một sự thất bại về uy tín. Kết quả cuộc chiến cũng cho thấy Trung Quốc bất lực trong việc hỗ trợ đồng minh Khmer Đỏ trong cuộc chiến với Việt Nam và thất bại trong việc điều chỉnh quan hệ ngoại giao để tăng cường ảnh hưởng ở khu vực Đông Nam Á.
Nhiều quan điểm khác cho rằng Trung Quốc đã thất bại về quân sự nhưng lại đạt được một số thành công về chiến lược, trong đó có việc chứng tỏ cho các nước Đông Nam Á rằng họ sẵn sàng dùng vũ lực nếu vị thế và uy lực của mình bị thách thức.
Tiến sĩ Trương Hiểu Minh (Xiaoming Zhang), từ trường Cao đẳng Chiến tranh Hàng không, Hoa Kỳ, là tác giả cuốn sách Deng Xiaoping's Long War: The Military Conflict between China and Vietnam 1979 – 1991 ra mắt năm 2015, đánh giá "Đối với Đặng, dạy Việt Nam "bài học" là thông điệp không chỉ gửi cho Việt Nam mà cả cho Liên Xô, Mỹ và các nước phương Tây. Phản ứng của Việt Nam trước cuộc xâm lược là phòng thủ biên giới phía bắc, tiếp tục chính sách thù địch với Trung Quốc, dựa vào Liên Xô để có hỗ trợ tài chính và kinh tế. Để đáp lại, Mỹ và phương Tây từ năm 1979 có vẻ quan tâm hơn việc cung cấp hỗ trợ tài chính và công nghệ giúp Trung Quốc cải cách kinh tế. Mỹ không còn nghĩ Trung Quốc là đe dọa, tuy chưa phải là đồng minh. Vì thế Mỹ có thể dốc toàn lực để đánh bại Liên Xô trong thập niên cuối cùng của Chiến tranh Lạnh. Bên trong Trung Quốc, Đặng không chỉ củng cố được quyền lực chính trị mà cũng thực hiện cả nghị trình cải tổ kinh tế. Liên Xô ở trong tình thế nhiều khó khăn trong thập niên cuối của Chiến tranh Lạnh. Vừa phải cạnh tranh với Mỹ trên toàn cầu, Moskva cũng đối diện thách thức của Trung Quốc ở châu Á. Từ góc nhìn chiến lược, cả Việt Nam và Liên Xô đều gặp khó khăn hơn Trung Quốc. Vì thế Liên Xô rốt cuộc nhận ra họ không thể tiếp tục hỗ trợ Việt Nam vào cuối thập niên 1980. Việt Nam phải tìm đến Trung Quốc, thừa nhận sai lầm chính sách từ năm 1978. Rốt cuộc, Trung Quốc đã vượt mặt Việt Nam cả về chính trị và chiến lược".
Báo Nhân dân trích lại quan điểm của một người nghiên cứu Chủ nghĩa Xã hội tại Campuchia khi đó: "Thế là rõ cả. Có người cách mạng nào trên thế giới đến nay còn phân vân những người lãnh đạo Trung Quốc có còn là cách mạng không? Tiến công Việt Nam, chúng nó vứt hết mọi mặt nạ giả dối, hiện ra nguyên hình là bọn đế quốc mới, bọn phản cách mạng, và cái chế độ Xã hội Chủ nghĩa của chúng chỉ là giả hiệu!" 

## Hậu chiến
Khi quân Trung Quốc rút khỏi Việt Nam tháng 3 năm 1979, Trung Quốc tuyên bố họ không tham vọng dù "chỉ một tấc đất lãnh thổ Việt Nam". Trên thực tế, quân Trung Quốc chiếm đóng khoảng 60 km² lãnh thổ có tranh chấp mà Việt Nam kiểm soát trước khi chiến sự nổ ra. Tại một số nơi như khu vực quanh Hữu Nghị Quan gần Lạng Sơn, quân Trung Quốc chiếm đóng các lãnh thổ không có giá trị quân sự nhưng có giá trị biểu tượng quan trọng. Tại các nơi khác, quân Trung Quốc chiếm giữ các vị trí chiến lược quân sự làm bàn đạp để từ đó có thể tiến đánh Việt Nam.
Sau khi chiến tranh kết thúc, Việt Nam và Trung Quốc nối lại đàm phán về vấn đề biên giới. Cuộc đàm phán Việt – Trung lần ba diễn ra vào năm 1979 với hai vòng đàm phán. Trong vòng đàm phán thứ nhất phía Việt Nam cho rằng, trước hết cần vãn hồi hòa bình, tạo không khí thuận lợi để giải quyết những vấn đề khác. Đoàn Việt Nam đưa ra phương án ba điểm để giải quyết vấn đề biên giới: chấm dứt chiến sự, phi quân sự hóa biên giới; khôi phục giao thông, vận tải bình thường trên "cơ sở tôn trọng đường biên giới lịch sử mà các Hiệp định Trung – Pháp năm 1887 và 1895 đã thiết lập". Phía Trung Quốc kiên quyết từ chối những đề nghị của Việt Nam, đưa ra đề nghị tám điểm của mình, bác bỏ việc phi quân sự hóa biên giới, đề nghị giải quyết các vấn đề lãnh thổ trên "cơ sở những công ước Trung – Pháp" chứ không phải trên cơ sở đường ranh giới thực tế do các Hiệp định đó đưa lại. Trung Quốc cũng đòi Việt Nam thừa nhận các quần đảo Hoàng Sa và Trường Sa là "một bộ phận không thể tách rời của lãnh thổ Trung Quốc"; Việt Nam phải rút quân ra khỏi Trường Sa, thay đổi chính sách với Lào và Campuchia, giải quyết vấn đề Campuchia. Trung Quốc cũng yêu cầu Việt Nam nhận lại những người Hoa đã ra đi. Trong quan hệ với các nước khác: "Không bên nào sẽ tham gia bất cứ khối quân sự nào chống bên kia, cung cấp căn cứ quân sự hoặc dùng lãnh thổ và các căn cứ các nước khác chống lại phía bên kia"; "Việt Nam không tìm kiếm bá quyền ở Đông Dương hay ở bất cứ nơi nào" làm điều kiện để tiến hành thương lượng.
Vòng đàm phán thứ hai được tổ chức tại Bắc Kinh từ ngày 8 tháng 6 năm 1979. Đoàn đại biểu Việt Nam đề nghị hai bên cam kết không tiến hành các hoạt động thám báo và trinh sát dưới mọi hình thức trên lãnh thổ của nhau; không tiến hành bất cứ hoạt động tiến công, khiêu khích vũ trang nào, không nổ súng từ lãnh thổ bên này sang bên kia, cả trên bộ, trên không, trên biển; không có bất cứ hành động gì uy hiếp an ninh của nhau. Việt Nam cũng đưa ra những quan điểm của mình về "chống bá quyền" với ba nội dung chính: Không bành trướng lãnh thổ dưới bất cứ hình thức nào, chấm dứt ngay việc chiếm đoạt đất đai của nước kia, không xâm lược, không dùng vũ lực để "trừng phạt" hoặc để "dạy bài học"; không can thiệp vào quan hệ của một nước với nước khác, không can thiệp vào công việc nội bộ của nước khác, không áp đặt tư tưởng, quan điểm, đường lối của mình cho nước khác; không liên minh với các thế lực phản động khác chống lại hòa bình, độc lập dân tộc. Trong vòng đàm phán này, Trung Quốc chủ yếu chỉ trích Việt Nam về việc "buộc" Trung Quốc phải thực hiện "chiến tranh tự vệ", đề cập đến một số vấn đề liên quan đến quan hệ hai nước và lập trường tại khu vực, không tập trung giải quyết thực chất vấn đề biên giới. Đầu năm 1980, Trung Quốc đơn phương đình chỉ vòng ba, không nối lại đàm phán. Việt Nam liên tiếp gửi công hàm yêu cầu họp tiếp vòng ba, nhưng Trung Quốc làm ngơ. Trong những năm 1979–1982, Việt Nam nhiều lần đề nghị nối lại các cuộc đàm phán đã bị Trung Quốc đơn phương bỏ dở, nhưng Trung Quốc vẫn một mực khước từ.
Từ tháng 3 năm 1979 đến hết tháng 9 năm 1983, Trung Quốc đã cho lực lượng vũ trang xâm nhập biên giới Việt Nam 48.974 vụ, trong đó xâm nhập biên giới trên bộ 7.322 vụ có nổ súng, khiêu khích; xâm nhập vùng biển 28.967 vụ; xâm nhập vùng trời biên giới 12.705 vụ (với hơn 2.000 tốp máy bay).
Trung Quốc bắn pháo thường xuyên vào các vùng dân cư, tiếp tục lấn chiếm đất đai, xâm canh, xâm cư, di chuyển, đập phá cột mốc, dựng bia, chôn mộ trong đất Việt Nam. Tính đến tháng 3 năm 1983, Trung Quốc còn chiếm giữ 89 điểm của Việt Nam. Việc Trung Quốc chiếm đóng các lãnh thổ biên giới làm cho Việt Nam căm giận, và giữa hai phía nổ ra một loạt trận giao tranh nhằm giành quyền kiểm soát các khu vực đó. Xung đột biên giới giữa Việt Nam và Trung Quốc vẫn tiếp diễn cho đến năm 1988, lên cao vào các năm 1984–1985. Trong tháng 5 – tháng 6 năm 1981, quân Trung Quốc mở cuộc tấn công vào đồi 400 (mà Trung Quốc gọi là Pháp Tạp Sơn – 法卡山) ở huyện Cao Lộc, Lạng Sơn, xa hơn về phía tây, quân Trung Quốc cũng vượt biên giới đánh vào các vị trí quanh đồi 1688 ở tỉnh Hà Tuyên. Giao tranh diễn ra hết sức đẫm máu với hàng trăm người thuộc cả hai bên thiệt mạng. Ngày 1 tháng 2 năm 1984, Tổng Bí thư Đảng Cộng sản Trung Quốc Hồ Diệu Bang cùng đoàn cán bộ cao cấp đã đến thăm cao điểm 400 (mà Trung Quốc đặt tên là Pakhason) để động viên quân đội. Tới năm 1984, quân Trung Quốc lại dùng nhiều tiểu đoàn mở các đợt tấn công lớn vào Lạng Sơn. Đặc biệt tại Hà Tuyên, trong tháng 4 – tháng 7 năm 1984, quân Trung Quốc đánh vào dải đồi thuộc huyện Vị Xuyên, tỉnh Hà Giang mà Trung Quốc gọi là Lão Sơn. Quân Trung Quốc chiếm một số ngọn đồi thuộc dải đồi này, giao tranh kéo dài dằng dai, nhưng không có nơi nào quân Trung Quốc tiến vào lãnh thổ Việt Nam quá 5 km, dù quân đông hơn nhiều.
Các nhà quan sát nước ngoài ghi nhận từ tháng 7 năm 1980 đến tháng 8 năm 1987, dọc biên giới Việt Nam – Trung Quốc đã xảy ra 6 cuộc xung đột vũ trang lớn vào các tháng 7 năm 1980, tháng 5 năm 1981, tháng 4 năm 1983, tháng 6 năm 1985, tháng 12 năm 1986 và tháng 1 năm 1987. Theo tuyên bố của Ngoại trưởng Trung Quốc Ngô Ngọc Khiêm trong buổi họp báo ở Singapore ngày 29 tháng 1 năm 1985, trong năm 1985, Trung Quốc đã điều thêm 8 sư đoàn bộ binh cùng gần 20 sư đoàn tại chỗ, áp sát biên giới Việt – Trung; đồng thời, triển khai hơn 650 máy bay chiến đấu, ném bom các sân bay gần biên giới. Còn theo báo Nhật Bản Sankei Shimbun ra ngày 14 tháng 1 năm 1985, Trung Quốc đã đưa số máy bay đến gần biên giới Việt – Trung lên gần 1.000 chiếc. Đài BBC ngày 6 tháng 2 năm 1985 cho biết: Trung Quốc có 400.000 quân đóng dọc biên giới Việt – Trung. Tạp chí Nghiên cứu vấn đề quốc tế của Trung Quốc số 2/1982 lý giải mục đích của việc bố trí một lực lượng lớn quân đội ở sát biên giới với Việt Nam "là để kìm giữ một phần binh lực của Việt Nam ở tuyến biên giới phía Bắc, do đó làm lợi cho cuộc chiến tranh chống xâm lược của nhân dân Campuchia". Trung Quốc cũng thường xuyên khiêu khích vũ trang, lấn chiếm, phá hoại phòng tuyến bảo vệ biên giới, tung gián điệp, thám báo, biệt kích vào nội địa, kích động các dân tộc thiểu số dọc biên giới Việt – Trung ly khai, xây dựng cơ sở vũ trang, gây phỉ. Từ cuối năm 1980, Trung Quốc hỗ trợ FULRO và tàn quân Pol Pot, lập căn cứ ở Đông Bắc Campuchia, lập hành lang Tây Nguyên – Campuchia – Thái Lan.
Trong các ngày 22 tháng 2 năm 1980, ngày 27 tháng 2 năm 1980 và ngày 2 tháng 3 năm 1980 tại vùng biển Tây Nam quần đảo Hoàng Sa, Hải quân Trung Quốc bắt giữ một số thuyền đánh cá của ngư dân hai tỉnh Quảng Nam – Đà Nẵng và Nghĩa Bình, Việt Nam. Từ năm 1979 đến năm 1982 diễn ra các sự kiện đáng chú ý như Tổng cục Hàng không Dân dụng Trung Quốc công bố một thông cáo quy định "bốn vùng nguy hiểm" ở Tây Nam đảo Hải Nam, trong đó có vùng trời của quần đảo Hoàng Sa và buộc máy bay dân dụng của các nước khác phải bay qua đây vào những giờ do Trung Quốc quy định; thành lập lữ đoàn Hải quân đầu tiên ở đảo Hải Nam (tháng 12 năm 1979); cho máy bay ném bom H-6 của Hải quân Trung Quốc thực hiện cuộc tuần tra trên không đầu tiên ở quần đảo Trường Sa (1 năm 1980); năm 1982, Tổng Tham mưu trưởng Quân đội Nhân dân Trung Quốc Dương Đắc Chí viếng thăm quần đảo Hoàng Sa và tàu hải quân của Trung Quốc, Việt Nam đã đụng độ ở ngoài khơi quần đảo Hoàng Sa.
Ngày 15 tháng 4 năm 1987, Trung Quốc đã ra tuyên bố lên án quân đội Việt Nam chiếm đóng đảo đá Ba Tiêu thuộc quần đảo Trường Sa. Trung Quốc cho rằng mục đích của Việt Nam khi triển khai quân đội một cách bất hợp pháp ở đảo Ba Tiêu là để chiếm hữu thềm lục địa gần đó và mở đường cho việc khai thác dầu trong tương lai. Trung Quốc yêu cầu Việt Nam rút khỏi Ba Tiêu và 9 hòn đảo khác, bảo lưu quyền thu hồi các đảo này vào một thời điểm thích hợp. Từ ngày 15 tháng 5 đến ngày 6 tháng 6 năm 1987, Hải quân Trung Quốc diễn tập lớn và tổ chức các cuộc nghiên cứu hải dương học ở khu vực quần đảo Trường Sa. Tháng 1 năm 1988, một lực lượng lớn tàu chiến của Trung Quốc hoạt động xâm chiếm tại bãi đá Chữ Thập và Châu Viên, xây nhà, cắm cờ Trung Quốc trên hai đảo này. Ngày 26 tháng 2 năm 1987, lực lượng của Trung Quốc đã đổ bộ lên hai đảo san hô trong quần đảo Trường Sa. Ngày 14 tháng 3 năm 1988 xảy ra Hải chiến Trường Sa giữa Việt Nam và Trung Quốc gần cụm đảo Sinh Tồn, khiến 3 tàu vận tải của Việt Nam bị bắn chìm, 20 người chết và 74 người khác bị mất tích. Trong năm 1988, Trung Quốc chiếm 6 điểm trên quần đảo Trường Sa, xây dựng hệ thống nhà giàn. Tháng 5 năm 1988, tờ Nhật báo Quân đội Nhân dân thuộc quân đội Trung Quốc có bài viết, trong đó tuyên bố: Hiện nay Hải quân Trung Quốc có thể bảo vệ lãnh hải gần bờ Trung Quốc, cả chủ quyền trên quần đảo Trường Sa và biển khơi xa lục địa hàng trăm hải lý.
Các ngày 17 và 23, 26 tháng 3 năm 1988, Chính phủ Việt Nam đã liên tục gửi công hàm phản đối đến Bắc Kinh, đề nghị Trung Quốc cử đại diện đàm phán, thương lượng để giải quyết những bất đồng liên quan đến quần đảo Trường Sa, cũng như những vấn đề tranh chấp khác về biên giới và quần đảo Hoàng Sa; đề nghị hai bên không dùng vũ lực và tránh mọi đụng độ để không làm tình hình xấu thêm. Việt Nam cũng thông báo cho Liên Hợp Quốc về tình trạng tranh chấp giữa hai bên song phía Trung Quốc vẫn tiếp tục chiếm giữ các nơi đã chiếm được và khước từ thương lượng, giữ quan điểm về "chủ quyền không thể tranh cãi của mình đối với quần đảo Nam Sa (tức quần đảo Trường Sa)".
Ngày 13 tháng 4 năm 1988, Quốc hội Trung Quốc khóa VI đã phê chuẩn thành lập Khu hành chính Hải Nam, có địa giới hành chính rộng lớn trên biển Đông, bao trùm cả hai quần đảo Hoàng Sa và Trường Sa của Việt Nam. Tháng 4 năm 1988, Trung Quốc đặt lại tên cho các đảo, đá, bãi cạn thuộc quần đảo Hoàng Sa, Trường Sa và sáp nhập hai quần đảo vào địa phận Hải Nam – Trung Quốc. Từ tháng 1 năm 1989 đến tháng 9 năm 1990, Trung Quốc liên tục có các hành động như: đặt bia chủ quyền trên các đảo đã chiếm được; tập trận, khảo sát khoa học trong lãnh hải quần đảo Trường Sa.
Những năm 1982, 1983 và 1984, tại diễn đàn đàm phán bình thường hóa quan hệ Xô – Trung ở cấp Thứ trưởng Ngoại giao, Trung Quốc nêu vấn đề quân đội Việt Nam ở Campuchia, đề nghị Liên Xô phải thúc đẩy Việt Nam rút quân ra khỏi Campuchia, coi việc Liên Xô tiếp tục ủng hộ quân đội Việt Nam tại Campuchia là trở ngại lớn nhất cho việc bình thường hóa quan hệ Trung – Xô.
Cuộc chiến năm 1979 cho Trung Quốc thấy sự lạc hậu của vũ khí cũng như chiến thuật mà quân đội nước này sử dụng, do đó, sau cuộc chiến là bắt đầu của một cuộc cải cách và hiện đại hóa mạnh đối với Quân Giải phóng Trung Quốc, ngày nay công cuộc hiện đại hóa này vẫn tiếp tục. Ảnh hưởng trực tiếp có thể thấy là ngân sách dành cho Quốc phòng của Trung Quốc tăng từ 15% năm 1978 lên 18% năm 1979.
Quan hệ xấu với Trung Quốc đã làm Việt Nam đã phải trả một cái giá rất đắt. Việc Trung Quốc duy trì áp lực quân sự tại vùng biên giới trong suốt mười năm sau đó buộc Việt Nam cũng phải duy trì lực lượng phòng thủ lớn ở biên giới và miền Bắc. Cùng với việc bị sa lầy với chiến sự dai dẳng ở Campuchia mà Trung Quốc muốn kéo dài, Việt Nam bị cô lập trong mười năm đó trên trường quốc tế. Nền kinh tế yếu kém và bị Mỹ cấm vận phải căng ra duy trì một lực lượng quân đội lớn, và phải phụ thuộc vào sự giúp đỡ của Liên Xô. Sau năm 1979, tình hình kinh tế miền Bắc Việt Nam tệ hại đi rất nhiều so với thời kỳ trước đó. Trong khi đó, Trung Quốc phát triển mạnh từ năm 1978 do công cuộc cải tổ kinh tế của Đặng Tiểu Bình. 7 năm sau chiến tranh biên giới, Việt Nam bắt đầu thời kì Đổi Mới. Sau khi Liên Xô tan rã và Việt Nam rút quân khỏi Campuchia, đến năm 1992 quan hệ giữa hai nước chính thức được bình thường hóa.
Từ khi quan hệ ngoại giao giữa hai nước được cải thiện, cuộc chiến hầu như không còn được nhắc đến trong các phương tiện truyền thông đại chúng, không được nói đến trong sách giáo khoa lịch sử ở Trung Quốc và một cách hạn chế tại sách giáo khoa của Việt Nam. Tại Trung Quốc, các phương tiện truyền thông gần như lãng quên nó, các tuyển tập bài hát không còn in các ca khúc nói về cuộc chiến, sách nghiên cứu viết về cuộc chiến bị từ chối xuất bản, đa số cựu chiến binh từng tham gia cuộc chiến không muốn nhắc đến nó. Ở Việt Nam, một số ca khúc có nội dung về cuộc chiến, ví dụ "Chiến đấu vì độc lập tự do" của Phạm Tuyên, không còn được lưu hành trên các phương tiện truyền thông chính thống; đó là theo một thỏa thuận giữa Việt Nam và Trung Quốc nhằm bình thường hóa hoàn toàn quan hệ giữa hai nước. Chính phủ Việt Nam để ý chặt chẽ các nội dung báo chí liên quan đến quan hệ Việt – Trung, và báo chí hầu như không nhắc đến cuộc chiến. Theo giải thích của ông Dương Danh Dy, cựu Bí thư Thứ nhất Đại sứ quán Việt Nam tại Bắc Kinh, thì Việt Nam "không nói lại chuyện cũ là vì nghĩa lớn, chứ không phải vì chúng ta không có lý, không phải vì người Việt Nam sợ hãi hay chóng quên". Khi được hỏi về cuộc chiến từ 30 năm trước, Phát ngôn nhân Bộ Ngoại giao Trung Quốc nói rằng từ nhiều năm trước lãnh đạo hai nước đã "thỏa thuận gác lại quá khứ và mở ra tương lai". Năm 2014, nhân kỷ niệm 35 năm Chiến tranh biên giới Việt – Trung, nhiều báo tại Việt Nam có bài viết về đề tài này.
Năm 2009, 30 năm sau cuộc chiến, Việt Nam và Trung Quốc hoàn thành việc cắm 1971 mốc phân định biên giới sau khi hai chính phủ ký kết hiệp định biên giới, kết thúc đàm phán về các khu vực tranh chấp dọc biên giới.

## Tưởng niệm hàng năm
Trong hội nghị bàn về quy chế phối hợp giữa Mặt trận Tổ quốc và Chính phủ năm 2014, khi một số đại biểu đề cập tới cuộc chiến tranh biên giới phía Bắc, Thủ tướng Nguyễn Tấn Dũng đã trả lời: "Đảng, Nhà nước không bao giờ quên công lao của đồng bào chiến đấu, hy sinh để giành thắng lợi trong cuộc chiến chống xâm lược ngày 17/2/1979". Thủ tướng cho biết, tất cả chiến sĩ hy sinh đều nằm ở nghĩa trang, được nhang khói và nhấn mạnh: “Chúng ta làm gì cũng phải tính lợi ích cao nhất của đất nước".
Chính sách cho cán bộ, chiến sĩ tham gia bảo vệ biên giới phía Bắc được hưởng theo Quyết định số 62/2011/QĐ-TTg, năm 2011 của Thủ tướng và Nghị định 23/2012/NĐ-CP của Chính phủ.
Tiếp tục chuyến công tác tại các tỉnh biên giới phía Bắc, sáng 17/2/2016, Chủ tịch nước Trương Tấn Sang cùng đoàn công tác Trung ương đã đến dâng hương tại nghĩa trang liệt sĩ huyện Trà Lĩnh – nơi yên nghỉ của hơn 300 liệt sĩ đã anh dũng hy sinh ngay trong những ngày đầu nổ súng của cuộc chiến bảo vệ biên giới phía Bắc năm 1979. Để ghi nhớ công lao và bày tỏ tấm lòng biết ơn vô hạn đến các anh hùng liệt sĩ, Chủ tịch nước Trương Tấn Sang và các thành viên trong đoàn đã thắp hương từng ngôi mộ. Hiện nay, Nghĩa trang huyện Trà Lĩnh được các đơn vị bộ đội biên phòng, chính quyền địa phương, thân nhân các liệt sĩ và các tổ chức xã hội như Đoàn Thanh niên, Phụ nữ, Cựu chiến binh thường xuyên chăm sóc, hương khói. Một số tỉnh phía Bắc và Bộ Quốc phòng đang xây dựng đề án tiếp tục tìm kiếm và quy tập hài cốt các liệt sĩ trong các cuộc chiến đấu bảo vệ biên giới phía Bắc giai đoạn 1979–1988.
Năm 2017, vài chục người tập trung lại tại tượng đài vua Lý Thái Tổ ở Hà Nội để tưởng niệm Chiến tranh Biên giới Việt – Trung 1979 trong sự hiện diện của rất đông cảnh sát, công an, an ninh... Nhà cầm quyền đã dùng loa đề nghị đám đông giải tán. Theo báo điện tử BBC tiếng Việt, khoảng một chục người, trong đó có các nhà hoạt động và văn nghệ sĩ, đã bị câu lưu trong lễ tưởng niệm cuộc chiến biên giới Việt – Trung 17/2/1979 tại Hà Nội và Tp Hồ Chí Minh. Bên cạnh đó là cáo buộc đã xảy ra tình trạng phá đám, bắt cóc người trái pháp luật, phá rối những người đi tưởng niệm của các cơ quan an ninh Việt Nam. Theo trang web của Quốc hội Việt Nam, một số hoạt động tưởng niệm đã bị một số đối tượng xấu lợi dụng để tổ chức biểu tình trái phép, gây rối trật tự. Cũng trong ngày 17/02/2017, đoàn Cựu chiến binh Hà Nội từng tham chiến ở chiến trường phía Bắc do Trung tướng Nguyễn Như Hoạt – Anh hùng Lực lượng vũ trang, nguyên Tư lệnh Quân khu Thủ đô, nguyên Sư đoàn trưởng Sư đoàn 3 – dẫn đầu đã lên tận Nghĩa trang Cao Lộc (huyện Cao Lộc), Nghĩa trang Hoàng Đồng (thành phố Lạng Sơn) để thắp hương và cầu nguyện cho những đồng đội đã hy sinh trong cuộc chiến. Theo AP, không có hoạt động chính thức của chính phủ đánh dấu sự kiện này, nhưng thông tin về cuộc chiến đã được tường thuật rộng rãi trong các phương tiện truyền thông nhà nước. Báo Asia Times cho rằng việc nhiều hãng tin Việt Nam, do nhà nước kiểm soát, những năm gần đây nhắc lại chiến tranh biên giới năm 1979, cho đến bây giờ vẫn là một chủ đề cấm kỵ, có thể là tín hiệu Đảng Cộng sản cầm quyền Việt Nam cuối cùng cũng đã nới lỏng sự kiểm duyệt tin tức về cuộc xung đột quân sự này.

## Trong nghệ thuật

### Việt Nam
Chiến tranh biên giới phía Bắc năm 1979 đã được nhắc tới trong hai bộ phim Đất mẹ (1980) của đạo diễn Hải Ninh và Thị xã trong tầm tay (1982) của đạo diễn Đặng Nhật Minh. Với câu chuyện về chuyến đi của một phóng viên lên Lạng Sơn tìm người yêu trong thời gian chiến tranh biên giới nổ ra, Thị xã trong tầm tay – tác phẩm đầu tay của đạo diễn Đặng Nhật Minh đ ã giành giải Bông sen vàng tại Liên hoan phim Việt Nam lần thứ 6, và nằm trong cụm tác phẩm của ông được trao Giải thưởng Hồ Chí Minh đợt III năm 2005. Năm 1982, một bộ phim tài liệu với tựa đề "Hoa đưa hương nơi đất anh nằm" do Trường Thanh thực hiện để nói về nhà báo người Nhật Ysao Takano đã hy sinh ngày 7- tháng - năm979 trong thời gian đưa tin chiến tranh biên giới tại thị xã Lạng Sơn. Bộ phim này sau đó đã được đánh giá cao ở Nhật Bản.
Trong thời gian chiến tranh biên giới 1979 nổ ra và những năm sau đó, hàng loạt bài hát Việt Nam về đề tài chiến tranh và bảo vệ tổ quốc cũng ra đời như Chiến đấu vì độc lập tự do của nhạc sĩ Phạm Tuyên, Lời tạm biệt lúc lên đường của nhạc sĩ Vũ Trọng Hối, Bốn mươi thế kỷ cùng ra trận của nhạc sĩ Hồng Đăng, Những đôi mắt mang hình viên đạn của nhạc sĩ Trần Tiến, Hát về anh của nhạc sĩ Thế Hiển. Một trong các tác phẩm gây nhiều ấn tượng là "Về đây đồng đội ơi" của cựu binh Trương Quý Hải. Tác phẩm kể về tình cảm của người còn sống với những chiến sĩ Việt Nam đã hy sinh trong trận Vị Xuyên (1984).
Về văn thơ có bài thơ Gửi em ở cuối sông Hồng của nhà thơ Dương Soái (sinh năm 1950) (sáng tác tháng 2/1979, nhạc sĩ Thuận Yến phổ nhạc năm 1980), Chiều biên giới em ơi! của nhà thơ Lò Ngân Sủn (1945–2013) (sáng tác năm 1980, được nhạc sĩ Trần Chung (1927–2002) phổ nhạc năm 1980 thành ca khúc Chiều biên giới), Hoa sim biên giới của nhà văn Đặng Ái (sinh năm 1948) (nhạc sĩ Minh Quang (sinh năm 1951, em trai nhà văn Đặng Ái) phổ nhạc năm 1984).
Về văn học có tiểu thuyết Đêm tháng Hai (1979) của Chu Lai và Chân dung người hàng xóm (1979) của Dương Thu Hương. Tiểu thuyết Mình và họ của nhà văn Nguyễn Bình Phương do Nhà Xuất bản Trẻ phát hành đã giành giải thưởng ở Hạng mục Văn xuôi. Tác phẩm này được thực hiện trong khoảng thời gian 2007–2010. Một trong các tác phẩm nổi bật trong những năm đầu Thế kỷ XXI về chủ đề Chiến tranh biên giới phía Bắc là “Xác phàm” của nhà văn quân đội Nguyễn Đình Tú. Tác phẩm mô tả hình ảnh kiên cường của những người lính Việt Nam trên chiến trường. Đặc biệt, hình ảnh những người lính pháo binh ở Đồng Đăng, Lạng Sơn chiến đấu tới hơi thở cuối cùng đã gây nhiều ấn tượng cho người đọc.
Ma chiến hữu, một tác phẩm đề cập đến lính Trung Quốc hy sinh trong cuộc chiến này, của nhà văn Mạc Ngôn, do Trần Trung Hỷ dịch, đã được in và phát hành tại Việt Nam năm 2009. Trong tác phẩm, nhà văn Mạc Ngôn đã mô tả sự vô nghĩa của cuộc chiến tranh đối với Trung Quốc. Tác phẩm đã đặt ra một câu hỏi lớn đối với cái được gọi là "chủ nghĩa anh hùng của Trung Quốc". Mạc Ngôn đã mô tả về tâm trạng bàng hoàng, cay đắng của hàng ngàn hồn ma lính Trung Quốc.

#### Xây đài tưởng niệm và đặt tên đường
Bà Phạm Thị Hải Chuyền, Bộ trưởng Bộ Lao động – Thương binh và Xã hội, trong một cuộc nói chuyện với báo Tuổi Trẻ đã tán đồng đề nghị của các Cựu chiến binh Sư đoàn 356, qua kiến nghị đưa lên Chủ tịch nước, về việc xây dựng một đài tưởng niệm vinh danh các chiến sĩ đã hi sinh trong cuộc chiến chống Trung Quốc.
Một khu phố mới của khu đô thị mới Lào Cai – Cam Đường nằm trên đường N11 nối với đại lộ Trần Hưng Đạo thuộc địa bàn của phường Bắc Cường, thành phố Lào Cai được đặt theo tên liệt sĩ Quách Văn Rạng, Trung đội phó đồn Biên phòng 125 (Lào Cai) đã hy sinh trong trận chiến với quân Trung Quốc ngày 17/2/1979.

### Trung Quốc

#### Trung Quốc đại lục
- Khải hoàn giữa đêm khuya (凯旋在子夜 Khải hoàn tại tý dạ) Kịch truyền hình.
- Vòng hoa dưới núi cao (高山下的花环 Cao sơn hạ để hoa hoàn) Phim truyện.
- Đội biệt kích Hắc Báo (黑豹突击队 Hắc Báo đột kích đội) Kịch truyền hình.
- Phong thái nhuốm máu (血染的风采 Huyết nhiễm để phong thái) Ca khúc. Với nội dung ban đầu là tưởng niệm các binh sĩ Trung Quốc chết trong cuộc chiến, Phong thái nhuốm máu sau này lại được dùng rộng rãi để tưởng niệm những người đã chết trong Sự kiện Thiên An Môn.[169]
- Trăng rằm (十五的月亮 Thập ngũ để nguyệt lượng) Ca khúc.
- Xe thiết giáp 008 (铁甲008 Thiết giáp linh bát bát) Phim truyện.
- Tân binh Mã Cường (新兵马强 Tân binh Mã Cường) Phim truyện.
- Nhành hoa đẹp (花枝俏 Hoa chi tiếu) Phim truyện.
- Hàng động chớp nhoáng (闪电行动 Thiểm điện hành động) Phim truyện.
- Trận chiến ở núi Trường Bài (长排山之战 Trường Bái sơn để chiến) Phim truyện.
- Cây tương tư ở bãi mìn (雷场相思树 Lôi trường tương tư thụ) Phim truyện.
- Ma chiến hữu (战友重逢, viết năm 1992 của Mạc Ngôn). Tác phẩm có "cách nhìn khác về chủ nghĩa anh hùng" và nói đến "những điều ngớ ngẩn và phi lý" của cuộc chiến.[170]

#### Hồng Kông
- Phim Câu chuyện của Hồ Việt (胡越的故事 Hồ Việt để cố sự) năm 1981, Châu Nhuận Phát vào vai nạn dân Việt Nam Hồ Việt, Chung Sở Hồng vào vai nạn dân Việt Nam Thẩm Thanh Đẳng.
- Phim Đồng chí thương người (爱人同志 Ái nhân đồng chí) năm 1989, Lưu Đức Hoa vào vai phóng viên Hương Cảng, Chung Sở Hồng vào vai phiên dịch viên Việt Nam, Thành Khuê An vào vai chiến sĩ Giải phóng quân Nhân dân Trung Quốc bị Việt Nam bắt làm tù binh.